# Народный комиссариат внутренних дел СССР

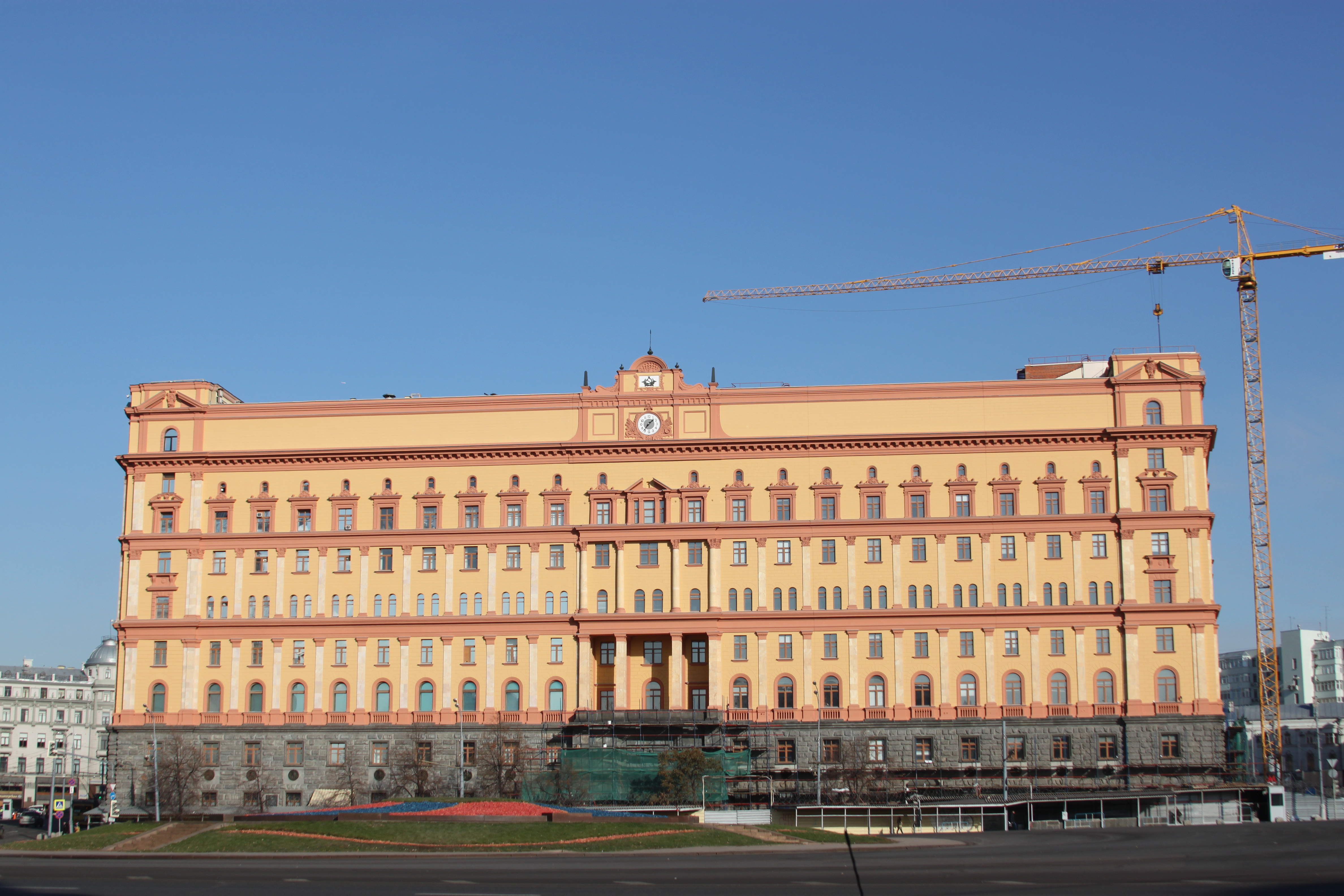
Здание НКВД. Современный вид после реконструкций 1940-х (при Щусеве) и 1980-х годов. Ныне — штаб-квартира ФСБ России.

Наро́дный комиссариа́т вну́тренних дел Сою́за Сове́тских Социалисти́ческих Респу́блик (НКВД СССР, Наркомвнудел) — центральный орган государственного управления Союза Советских Социалистических Республик по борьбе с преступностью и поддержанию общественного порядка, в 1934—1943 годах (с перерывом с 3 февраля по 20 июля 1941 года) — также и по обеспечению государственной безопасности страны.
Наркомвнудел образован постановлением ЦИК СССР от 10 июля 1934 года. В состав НКВД СССР вошло Объединённое Государственное Политическое Управление СССР, переименованное в Главное управление государственной безопасности (ГУГБ). В сфере ответственности НКВД Союза ССР находились коммунальное хозяйство и строительство, другие отрасли промышленности, а также политический сыск и право вынесения приговоров во внесудебном порядке (ОСО), система исполнения наказаний, внешняя разведка, пограничные и внутренние войска, контрразведка в армии.
НКВД Советского Союза был впоследствии преобразован в МВД СССР в 1946 году.

## Развитие НКВД
Наркомом внутренних дел СССР был назначен Генрих Ягода.
На вновь созданный Наркомат внутренних дел были возложены следующие государственные задачи:
- обеспечение общественного порядка и государственной безопасности;
- охрана социалистической собственности;
- запись актов гражданского состояния;
- пограничная охрана;
- содержание и охрана исправительно-трудовых лагерей;
- и так далее.

В составе НКВД были созданы управления, отделы, службы:
- главное управление госбезопасности (ГУГБ);
- главное управление рабоче-крестьянской милиции (ГУ РКМ);
- главное управление пограничной и внутренней охраны (ГУ ПиВО)[3];
- главное управление пожарной охраны (ГУПО);
- главное управление исправительно-трудовых лагерей и трудовых поселений (ГУЛАГ);
- отдел актов гражданского состояния (см. ЗАГС);
- административно-хозяйственное управление;
- финансовый отдел (ФИНО);
- отдел кадров;
- секретариат;
- особоуполномоченный отдел.

Всего по штатам центрального аппарата НКВД значилось 8 211 человек.
Работой ГУГБ руководил сам Нарком внутренних дел СССР Ягода. В состав ГУГБ НКВД вошли основные оперативные подразделения бывшего ОГПУ СССР:
- особый отдел (контрразведка)
- секретно-политический отдел (борьба с политическими противниками)
- экономический отдел (борьба с диверсиями и вредительством)
- Иностранный отдел (разведка за границей)
- оперативный отдел (охрана руководителей партии и правительства, обыски, аресты, наружное наблюдение)
- специальный отдел (шифровальная работа, обеспечение секретности в ведомствах)
- транспортный отдел (борьба с вредительством, диверсиями на транспорте)
- учётно-статистический отдел (оперативный учёт, статистика, архив)

Впоследствии неоднократно производились реорганизации, переименования как управлений, так и отделов.

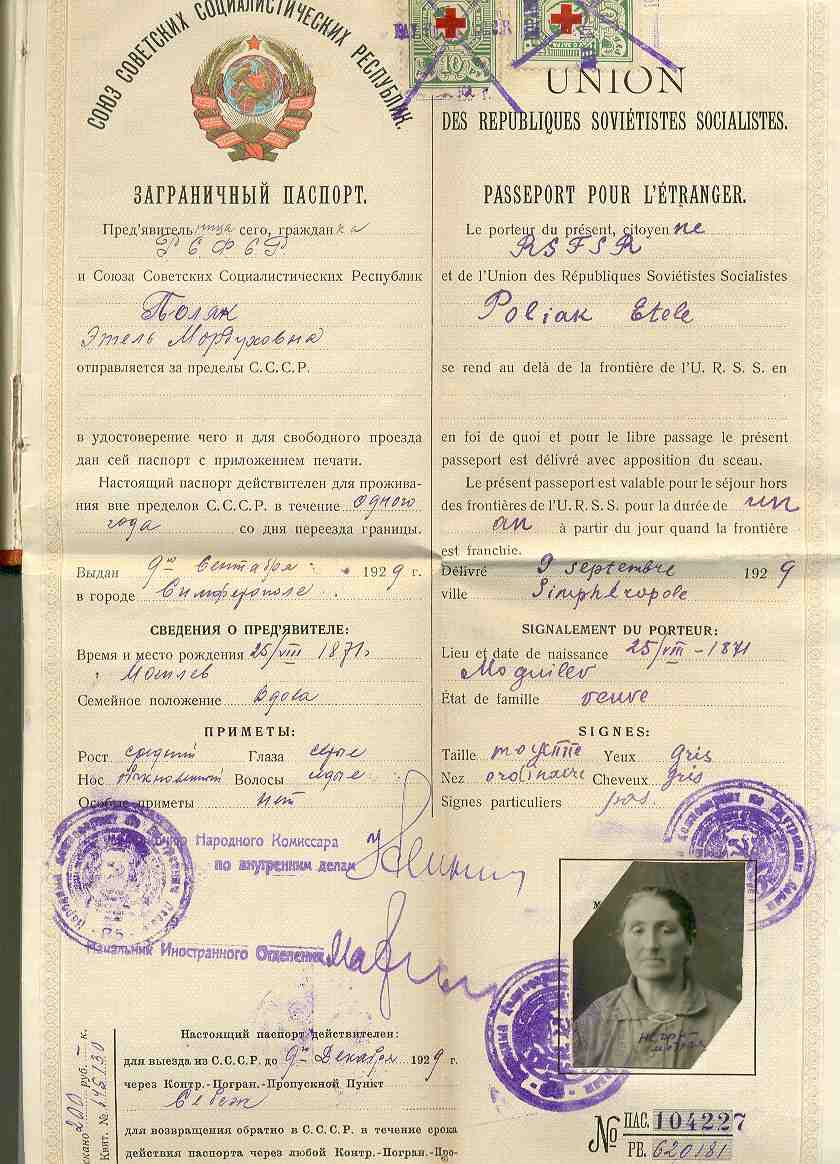
Выданный НКВД советский загранпаспорт (1929 год)

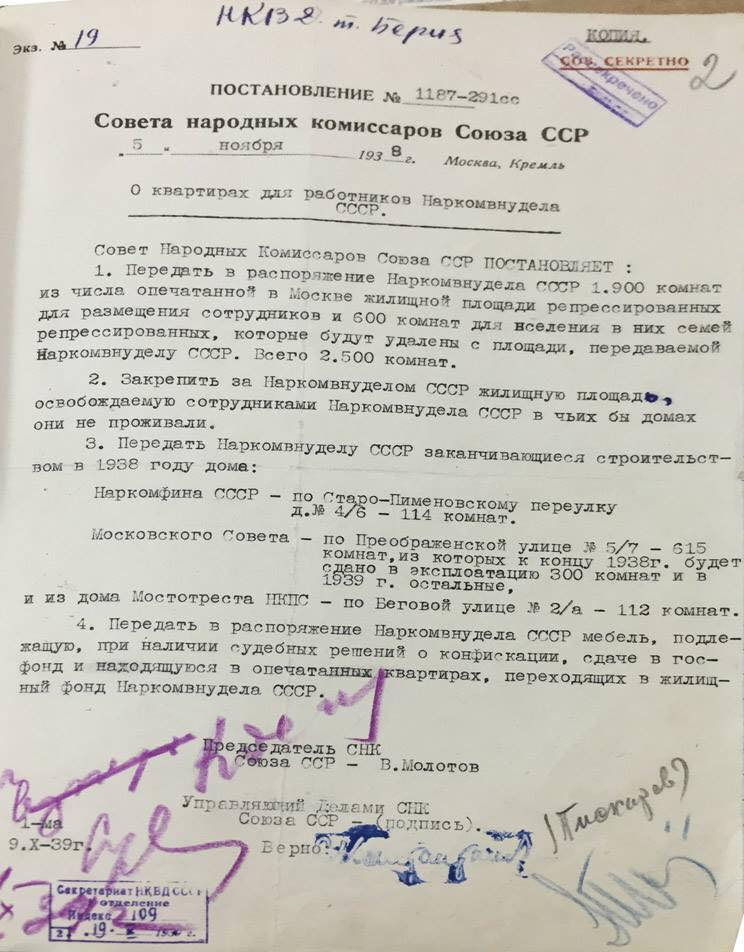
Постановление о передаче НКВД СССР недвижимости и мебели репрессированных лиц.

В сентябре 1936 года наркомом внутренних дел СССР назначен Николай Ежов.
20 апреля 1938 года Политбюро ЦК ВКП(б) утвердило численность пограничных и внутренних войск НКВД СССР.
23 сентября 1938 года Политбюро ЦК ВКП(б) утвердило новую организационную структуру НКВД.
С декабря 1938 года наркомом внутренних дел СССР назначен Лаврентий Берия.
3 февраля 1941 указом Президиума Верховного совета СССР НКВД был разделён на два самостоятельных органа: НКВД (нарком — Лаврентий Берия) и наркомат государственной безопасности СССР (НКГБ) (нарком — Всеволод Меркулов). Особый отдел НКВД (ответственный за контрразведку в армии) был разделён на отдел сухопутных войск и ВМФ (РККА и РККФ).
Одновременно Особый отдел ГУГБ НКВД был расформирован, а вместо него были созданы 3-е управление наркомата обороны (НКО) и наркомата военно-морского флота (НК ВМФ) и 3-й отдел НКВД (по оперативной работе в войсках НКВД).
В то же время 8 февраля 1941 года вышло дополнительное совместное постановление ЦК ВКП(б) и СНК СССР «О передаче особого отдела из НКВД СССР в ведение наркомата обороны и наркомата военно-морского флота СССР», которое обязывало образовать в Москве Центральный совет из представителей НКГБ СССР, НКО, НКВМФ и НКВД СССР в составе народного комиссара государственной безопасности СССР, народного комиссара внутренних дел СССР, начальника 3-го управления наркомата обороны и начальника 3-го управления наркомата военно-морского флота, а на местах, в военных округах — аналогичные советы в составе руководителей местных органов НКГБ и НКВД СССР и начальников соответствующих периферийных органов Третьих управлений НКО и НКВМФ.
На образуемые советы были возложены задачи по координированию борьбы с антисоветскими элементами, в частности, по выработке общих методов работы, даче установок и указаний по отдельным делам и вопросам, затрагивающим интересы соответствующих органов НКГБ, НКО, НКВМФ и НКВД, разрешении возникающих в процессе работы разногласий и прочему. Центральный Совет и Советы на местах должны были собираться по мере необходимости, но не реже одного раза в месяц.
Также 19 апреля 1941 года вышло совместное постановлением ЦК ВКП(б) и СНК СССР «О третьих управлениях НКО и НКВМФ», согласно которому в штаты органов Третьих управлений наркомата обороны и наркомата военно-морского флота (в центре, в округах, армиях, корпусах, дивизиях, бригадах, укреплённых районах, гарнизонах, военных академиях, училищах, флотах, флотилиях и военно-морских базах) были введены должности заместителей начальников Третьих управлений (отделов, отделений), которые непосредственно подчинялись соответствующим НКГБ—УНКГБ по территориальности, с одновременным их подчинением начальникам Третьих управлений (отделов, отделений). Согласно тому же постановлению, указанные выше заместители начальников Третьих управлений (отделов, отделений) НКО и НКВМФ назначались, перемещались и увольнялись приказами НКГБ СССР и содержались за счёт НКГБ СССР.
Главная обязанность заместителей начальников Третьих управлений (отделов, отделений) НКО и НКВМФ заключалась в информировании начальников Третьих управлений (отделов, отделений) о делах, находящихся в производстве органов госбезопасности и имеющих прямое отношение к работе органов Третьих управлений, и в информировании соответствующих органов Наркомата госбезопасности о всех делах, имеющихся в производстве Третьих управлений (отделов, отделений), а также сообщать органам госбезопасности (в центре — НКГБ СССР, на местах — НКГБ—УНКГБ по территориальности) через заместителей начальников Третьих управлений (отделов, отделений) о всех произведённых ими арестах, а также результатах допросов арестованных.
После начала Великой Отечественной войны 20 июля 1941 года НКВД и НКГБ были возвращены к структуре единого наркомата — НКВД, наркомом внутренних дел СССР остался Берия, а бывший наркомом госбезопасности СССР Меркулов был назначен его первым заместителем. Деятельность органов государственной безопасности была сосредоточена на борьбе с деятельностью немецкой разведки на фронте, выявлении и ликвидации агентов противника в тыловых районах СССР, разведке и диверсиях в тылу противника. НКВД подчинялись войска по охране тыла.
17 октября 1941 года постановлением Государственного комитета обороны Особому совещанию при НКВД СССР было предоставлено право выносить приговоры вплоть до смертной казни по делам о контрреволюционных преступлениях против порядка управления СССР, предусмотренных статьями 58 и 59 Уголовного кодекса РСФСР. Решения Особого совещания были окончательны. Это постановление ГКО перестало действовать 1 сентября 1953 года с упразднением Особого совещания.
11 января 1942 года совместным приказом НКВД и НК ВМФ 3-е Управление НК ВМФ было преобразовано в 9-й Отдел УОО НКВД. (УОО — управление особых отделов — создано 17 июля 1941 года на базе 3-го Управления НКО).
14 апреля 1943 года указом Президиума Верховного совета СССР путём выделения из НКВД оперативно-чекистских управлений и отделов вновь был сформирован самостоятельный наркомат государственной безопасности СССР (НКГБ СССР) под руководством Меркулова.
19 апреля 1943 года секретным Постановлением СНК СССР № 415-138сс на базе Управления особых отделов (УОО) НКВД СССР были созданы:
1. Главное управление контрразведки «Смерш» Народного комиссариата обороны СССР, начальник — комиссар ГБ 2 ранга В. С. Абакумов.
2. Управление контрразведки «Смерш» Народного комиссариата Военно-Морского флота СССР, начальник — комиссар ГБ П. А. Гладков.

15 мая 1943 года, в соответствии с упомянутым постановлением СНК, для агентурно-оперативного обслуживания пограничных и внутренних войск, милиции и других вооружённых формирований Наркомата внутренних дел, приказом НКВД СССР № 00856 был создан:
1. Отдел контрразведки (ОКР) «Смерш» НКВД СССР, начальник — комиссар ГБ С. П. Юхимович.

11 января 1945 года генеральным комиссаром госбезопасности Л. П. Берия был издан приказ за № 0016, провозглашающий создание института Уполномоченных НКВД СССР по фронтам. Уполномоченным вменялась в обязанность координация действий УКР НКО СМЕРШ, НКГБ и войск НКВД по охране тыла фронта,  руководство всем спектром контрразведывательной и правоохранительной деятельности, а также предоставлялись особые полномочия по организации гражданского управления на занятых советскими войсками территориях зарубежных государств и руководству им.
По своему статусу Уполномоченные де-факто становились заместителями командующих фронтами, но куда с большими, чем даже у комфронта, полномочиями в своей специфической сфере деятельности. Именно в силу этой причины впоследствии в ряде случаев Уполномоченные заняли ещё и официально введённый специально под них пост заместителя командующего фронтом по делам гражданской администрации.
Необходимо пояснить, что институт Уполномоченных НКВД СССР был введён только на ведущих фронтах Великой Отечественной – на семи из десяти существовавших на тот момент. Вот полный список:
- Уполномоченный по 1-му Прибалтийскому фронту (с 24.00 25 февраля по 2 апреля 1945 года — фронт именовался Земландской оперативной группой войск 3-го Белорусского фронта) — Уполномоченный НКВД-НКГБ СССР по Литовской ССР комиссар госбезопасности 3 ранга Иван Максимович Ткаченко;
- Уполномоченный по 2-му Прибалтийскому фронту — начальник УНКГБ по г. Ленинграду и Ленинградской области комиссар госбезопасности 3 ранга Пётр Николаевич Кубаткин;
- Уполномоченный по 1-му Белорусскому фронту — заместитель наркома внутренних дел СССР комиссар госбезопасности 2 ранга Иван Александрович Серов (со 2 мая 1945 года — одновременно ещё и в официальном статусе заместителя командующего фронтом по делам гражданской администрации);
- Уполномоченный по 2-му Белорусскому фронту — нарком государственной безопасности Белорусской ССР комиссар госбезопасности 3 ранга Лаврентий Фомич Цанава;
- Уполномоченный по 3-му Белорусскому фронту — заместитель наркома обороны СССР — начальник Главного управления контрразведки «Смерш» Красной Армии комиссар госбезопасности 2 ранга Виктор Семёнович Абакумов;
- Уполномоченный по 1-му Украинскому фронту — заместитель начальника Главного управления контрразведки «Смерш» Красной Армии генерал-лейтенант Павел Яковлевич Мешик;
- Уполномоченный по 4-му Украинскому фронту — 1-й заместитель начальника Главного управления контрразведки «Смерш» Красной Армии (по разведывательной работе) генерал-лейтенант Николай Николаевич Селивановский (с марта 1945 года — одновременно ещё и советник НКВД СССР при министерстве общественной безопасности Польши).
В качестве штатных заместителей каждому из Уполномоченных назначались два должностных лица — начальник Управления войск НКВД по охране тыла фронта и начальник Управления контрразведки «Смерш» фронта, при этом никто из двоих не освобождался от занимаемых постов:
- 1-й Прибалтийский фронт: врио начальника Управления войск НКВД СССР по охране тыла фронта подполковник (впоследствии — полковник) Михаил Иванович Романов и начальник Управления контрразведки «Смерш» фронта (с 24.00 25 февраля по 2 апреля 1945 года — Земландская оперативная группа войск 3-го Белорусского фронта) генерал-лейтенант Николай Георгиевич Ханников;
- 1-й Белорусский фронт: начальник Управления войск НКВД СССР по охране тыла фронта генерал-майор Павел Михайлович Зимин и начальник Управления контрразведки «Смерш» фронта генерал-лейтенант Александр Анатольевич Вадис;
- 2-й Белорусский фронт: начальник Управления войск НКВД СССР по охране тыла фронта генерал-майор Владимир Тарасович Рогатин и начальник Управления контрразведки «Смерш» фронта генерал-лейтенант Яков Афанасьевич Едунов;
- 3-й Белорусский фронт: начальник Управления войск НКВД СССР по охране тыла фронта генерал-лейтенант Виктор Семёнович Любый и начальник Управления контрразведки «Смерш» фронта генерал-лейтенант Павел Васильевич Зеленин;
- 2-й Прибалтийский фронт: начальник Управления войск НКВД СССР по охране тыла фронта генерал-майор Василий Алексеевич Абызов и начальник Управления контрразведки «Смерш» фронта генерал-лейтенант Николай Иванович Железников;
- 1-й Украинский фронт: начальник Управления войск НКВД СССР по охране тыла фронта генерал-майор Николай Прокофьевич Зубарев и начальник Управления контрразведки «Смерш» фронта генерал-лейтенант Николай Алексеевич Осетров;
- 4-й Украинский фронт: начальник Управления войск НКВД СССР по охране тыла фронта генерал-майор Сергей Максимович Фадеев и начальник Управления контрразведки «Смерш» фронта генерал-лейтенант Николай Кузьмич Ковальчук.
В целях координации деятельности Уполномоченных НКВД СССР по фронтам и возглавляемых ими Аппаратов приказом НКВД СССР № 00461 от 10 мая 1945 года при центральном аппарате союзного наркомата внутренних дел была создана штатная Оперативная группа по работе с аппаратами Уполномоченных НКВД СССР по фронтам. Предписываемая ей задача: «Разработка материалов, поступающих от Уполномоченных НКВД СССР по фронтам, составление информации по этим материалам, оперативных ориентировок для органов НКВД, НКГБ, контрразведки «Смерш» и проведение предварительных оперативно-следственных мероприятий по наиболее важным делам».
Новое подразделение возглавил полковник госбезопасности Б. А. Людвигов. Архивные источники донесли до настоящего времени фамилии и остальных сотрудников. Это полковники госбезопасности Михайлов (заместитель начальника) и Майоров, подполковник госбезопасности Химченко, майоры госбезопасности Леонов и Френкина, капитан госбезопасности Соколов.
Однако уже к концу того же месяца последовала реорганизация: на основании приказа НКВД СССР № 00549 от 22 мая 1945 года Оперативная группа была развёрнута в Отдел «Ф» с более расширенными функциями: «Повседневное наблюдение за выполнением директив и указаний НКВД аппаратами Уполномоченных НКВД по фронтам, а также обеспечения оперативной реализации материалов агентурно-оперативной работы органов НКВД—НКГБ—«Смерш» на территории других стран».
Отдел возглавили следующие легендарные стратеги зафронтовых диверсионных операций: на правах начальника – комиссар госбезопасности 3 ранга (с 9 июля 1945 года — генерал-лейтенант) Павел Анатольевич Судоплатов, а на правах заместителя начальника – комиссар госбезопасности (с 9 июля 1945 года — генерал-майор) Михаил Александрович Запевалин.
В декабре 1945 года наркомом внутренних дел СССР был назначен Сергей Круглов.

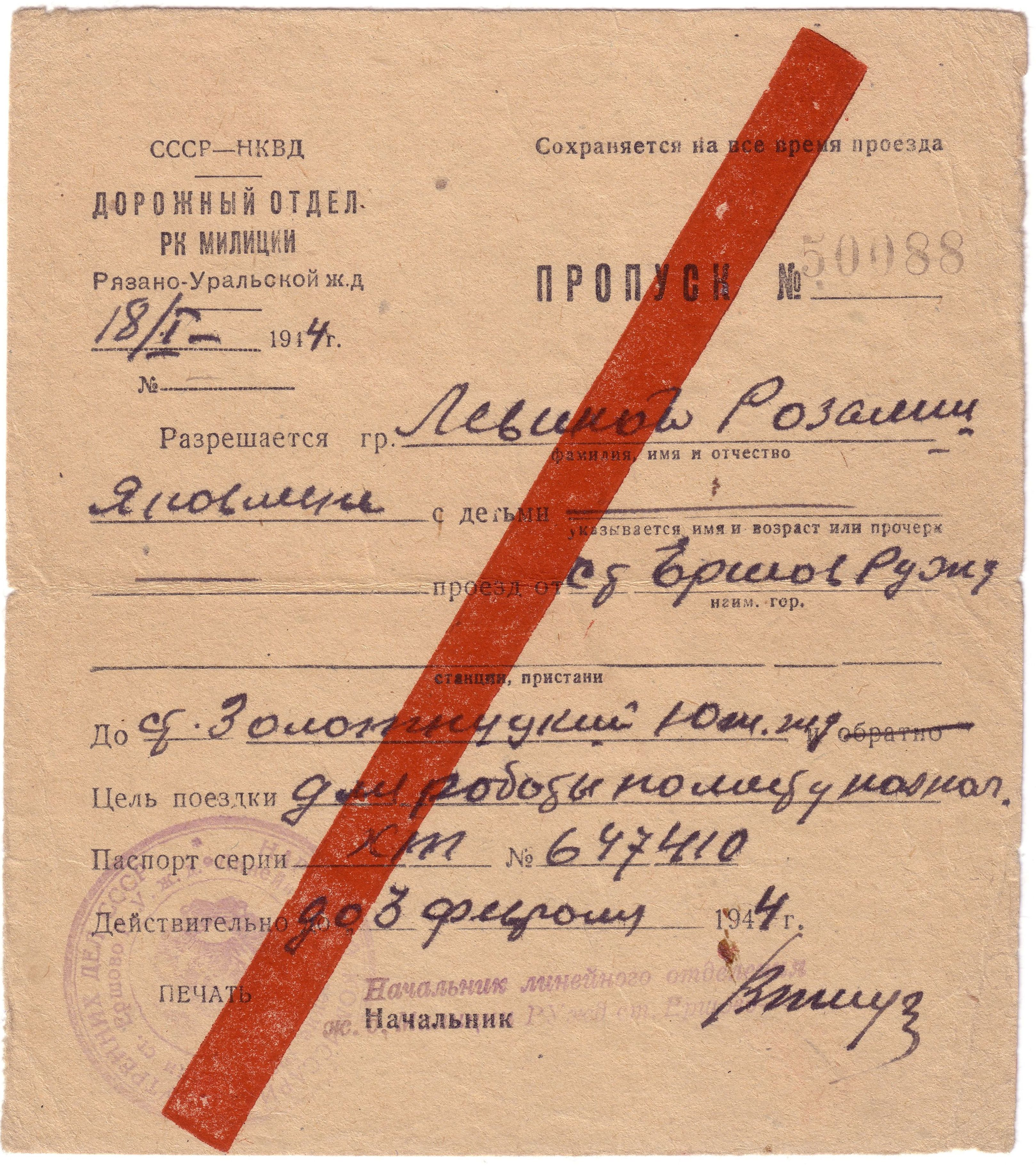
Пропуск с угловым штампом дорожного отдела НКВД РУЖД. 1944

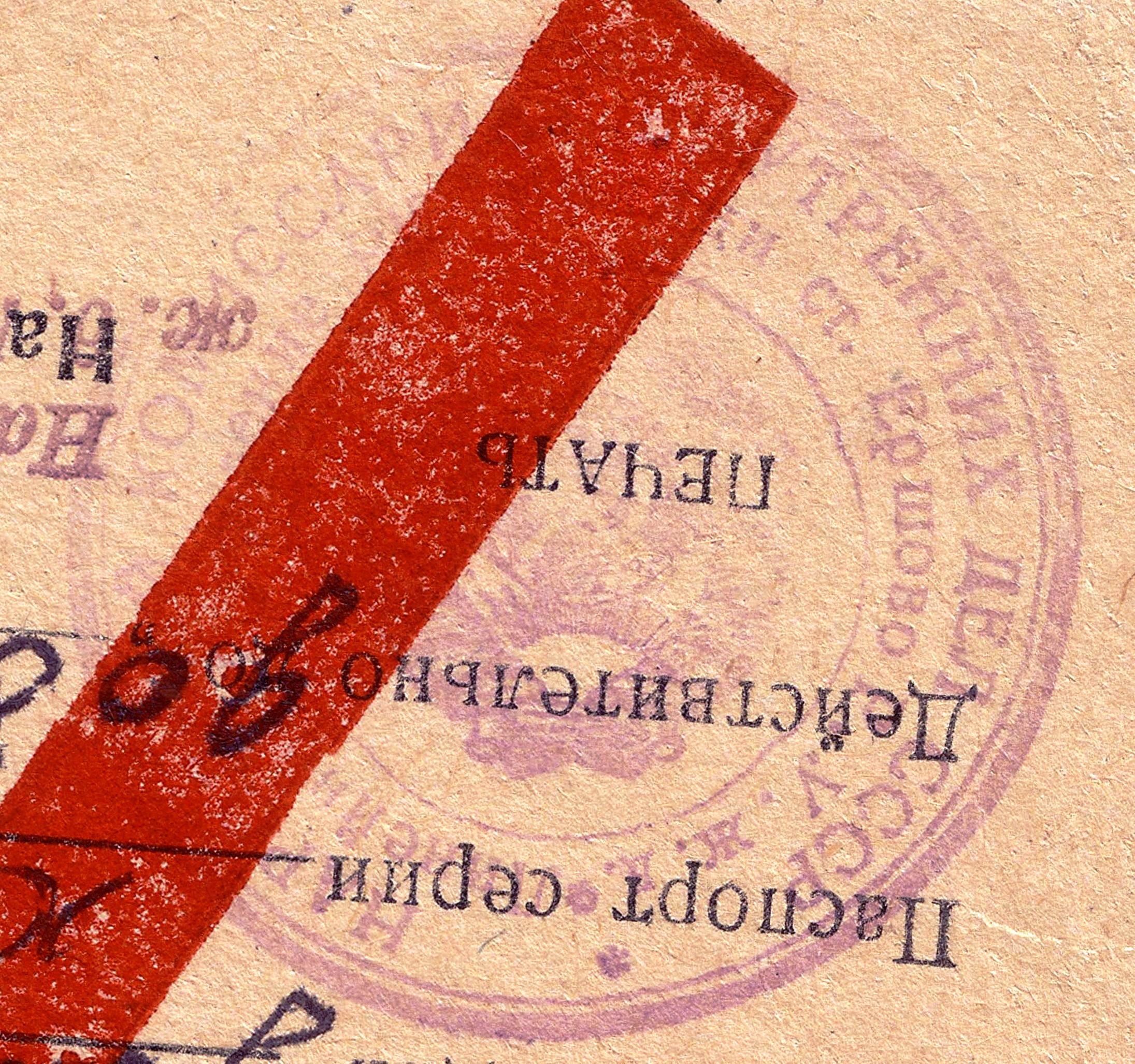
Печать дорожного отдела РК милиции НКВД РУЖД. 1944

В разное время НКВД состоял из Главных управлений, сокращенно ГУ:
- ГУГБ — Главное управление государственной безопасности;
- ГУРКМ — рабоче-крестьянской милиции;
- ГУББ — Главное управление по борьбе с бандитизмом.
- ГУПиВО — пограничной и внутренней охраны;
- ГУПО — пожарной охраны;
- ГУШосДор — шоссейных дорог;
- ГУЛАГ — лагерей;
- ГЭУ — экономики;
- ГТУ — транспорта;
- ГУВПИ — по делам военнопленных и интернированных.

В 1946 году НКВД был преобразован в МВД.

## Структура центрального аппарата
В этом разделе приведен перечень всех когда-либо существовавших подразделений и специальных должностей в системе ЦА НКВД СССР с номерами и датами приказов об образовании и ликвидации, именами руководителей и датами занятия ими соответствующих должностей.

### Наркомы внутренних дел СССР
- Ягода Г. Г. 10.07.1934—26.09.1936 (расстрелян в 1938 году)
- Ежов Н. И. 26.09.1936—25.11.1938 (расстрелян в 1940 году)
- Берия Л. П. 25.11.1938—29.12.1945 (расстрелян в 1953 году)
- Круглов С. Н. 29.12.1945—15.03.1946

#### Заместители наркома внутренних дел СССР
- Агранов Я. С. (1-й зам.) 10.07.1934—15.04.1937 (расстрелян в 1938 году)
- Агранов Я. С. 15.04.1937—17.05.1937 (расстрелян в 1938 году)
- Прокофьев Г. Е. 10.07.1934—29.09.1936 (расстрелян в 1937 году)
- Берман М. Д. 29.09.1936—16.08.1937 (расстрелян в 1939 году)
- Фриновский М. П. 16.10.1936—15.04.1937 (расстрелян в 1940 году)
- Фриновский М. П. (1-й зам.) 15.04.1937—08.09.1938 (расстрелян в 1940 году)
- Бельский Л. Н. 03.11.1936—08.04.1938 (расстрелян в 1941 году)
- Курский В. М. (и. о.) 15.04.1937—08.07.1937
- Чернышев В. В. 07.08.1937—22.04.1946
- Рыжов М. И. 16.08.1937—29.12.1937
- Жуковский С. Б. 08.01.1938—03.10.1938 (расстрелян в 1940 году)
- Заковский Л. М. 29.01.1938—16.04.1938 (расстрелян в 1938 году)
- Берия Л. П. (1-й зам.) 22.08.1938—25.11.1938 (расстрелян в 1953 году)
- Филаретов Г. В. 04.10.1938—18.02.1939
- Меркулов В. Н. (1-й зам.) 16.12.1938—03.02.1941 (расстрелян в 1953 году)
- Масленников И. И. 28.02.1939—03.07.1943
- Круглов С. Н. (по кадрам) 28.02.1939—25.02.1941

#### Оперативный секретарь наркома внутренних дел СССР
Должность введена 28.03.1936 приказом НКВД № 198; ликвидирована 28.11.1936 приказом НКВД № 00383:
- Дейч Я. А. 28.03.1936—28.11.1936

#### Особое совещание при наркоме внутренних дел СССР
Должность введена 11.07.1934 приказом НКВД № 2; приказом НКВД № 00762 от 26.11.1938 образован секретариат Особого совещания при наркоме внутренних дел СССР и введена должность начальника секретариата Особого совещания при наркоме внутренних дел СССР:
- Буланов П. П. 11.07.1934—29.03.1937 (расстрелян в 1938 году)
- Цесарский В. Е. 01.04.1937—28.03.1938 (расстрелян в 1940 году)
- Шапиро И. И. 28.03.1938—13.11.1938 (расстрелян в 1940 году)
- Петров М. А. 07.12.1938—28.01.1939
- Маркеев М. И. 28.01.1939—04.09.1939
- Иванов В. В. 04.09.1939—22.03.1946

#### Особое бюро при наркоме внутренних дел СССР
Вновь образовано с теми же задачами 02.08.1939 приказом НКВД № 00888:
- Шария П. А. 02.08.1939—26.02.1941

#### Спецгруппа при наркоме внутренних дел СССР
Выделена из Иностранного отдела ГУГБ в самостоятельное подразделение в 1937 году; на группу возлагалось проведение террора и диверсий за границей; упразднена в ноябре 1938 года:
- Серебрянский Я. И. 1937—10.11.1938

#### Особоуполномоченные при наркоме внутренних дел СССР
Должность упразднена 27.12.1936 приказом НКВД № 00415:
- Беленький А. Я. 10.07.1934—27.12.1936 (расстрелян в 1941 году)
- Цесарский В. Е. 08.10.1936—28.11.1936 (расстрелян в 1940 году)

#### Главная инспекция при наркоме внутренних дел СССР
Образована 29.12.1934 приказом НКВД № 00190 на основании Постановления СНК СССР № 2769 от 26.12.1934 для инспектирования пограничной и внутренней охраны и органов рабоче-крестьянской милиции; упразднена 28.11.1936 приказом НКВД № 00383:
- Быстрых Н. М. 29.12.1934—28.11.1936 (расстрелян в 1939 году)

### Коллегия НКВД СССР
Образована решением Политбюро ЦК ВКП(б) П60/62 от 05.04.1938.
В её состав вошли:
- Ежов Н. И. (расстрелян в 1940 году)
- Фриновский М. П. (расстрелян в 1940 году)
- Бельский Л. Н. (расстрелян в 1941 году)
- Заковский Л. М. (расстрелян в 1938 году)
- Жуковский С. Б. (расстрелян в 1940 году)
- Чернышёв В. В.
- Ковалёв А. А.
- Каруцкий В. А.

### Секретарь НКВД СССР
Должность введена 11.07.1934 приказом НКВД № 2:
- Буланов П. П. 11.07.1934—28.11.1936 (расстрелян в 1938 году)

### Секретариат НКВД СССР
Образован 28.11.1936 приказом НКВД № 00383:
- Дейч Я. А. 28.11.1936—16.08.1937
- Шапиро И. И. 08.1937—04.10.1938 (расстрелян в 1940 году)
- Петров М. А. 04.10.1938—08.11.1938
- Шария П. А. 08.11.1938—02.08.1939
- Мамулов С. С. 16.08.1939—22.04.1946

#### Особое бюро при секретариате НКВД СССР
Образовано 15.02.1937 приказом НКВД № 0064 для обобщения опыта разведывательной и контрразведывательной работы, ведения досье на деятелей капиталистических стран и подготовки учебных пособий; ликвидировано 05.10.1938 приказом НКВД № 0197:
- Горожанин В. М. 15.02.1937—27.05.1937 (расстрелян в 1938 году)
- Рубинштейн Н. Л. 27.05.1937—11.1937
- Буздес А. М. (врид) 11.1937—05.10.1938

### Особоуполномоченные НКВД СССР
Должность введена 11.07.1934 приказом НКВД № 2:
- Фельдман В. Д. 11.07.1934—23.10.1937 (расстрелян в 1938 году)
- Балябин Г. С. 27.11.1938—20.12.1938
- Круглов С. Н. 20.12.1938—28.02.1939
- Стефанов А. Г. 28.02.1939—26.02.1941

### Сектор кадров НКВД СССР
Образован 11.07.1934 приказом НКВД № 2; реорганизован в отдел кадров НКВД СССР 16.10.1934 приказом НКВД № 192:
- Вейншток Я. М. 11.07.1934—16.10.1934 (расстрелян в 1939 году)

### Отдел кадров НКВД СССР
Реорганизован из сектора кадров 16.10.1934 приказом НКВД № 192:
- Вейншток Я. М. 16.10.1934—15.10.1936 (расстрелян в 1939 году)
- Литвин М. И. 15.10.1936—17.05.1937
- Стацевич Г. М. 14.08.1937—13.09.1937
- Давыдов Н. К. 14.08.1938—28.02.1939
- Круглов С. Н. 28.02.39—25.02.1941

### Следственная часть НКВД СССР
Образована 22.12.1938 приказом НКВД № 00813; разделена на следственную часть ГУГБ и следственную часть ГЭУ 04.09.1939 приказом НКВД № 001050:
- Кобулов Б. З. 22.12.1938—04.09.1939 (расстрелян в 1953 году)

### Главное управление исправительно-трудовых лагерей и трудовых поселений (ГУЛАГ) НКВД СССР
Вошло в НКВД из ОГПУ и упомянуто в приказе НКВД № 2 от 11 июля 1934 г.; на основании Постановления ЦИК и СНК СССР от 27 октября 1934 г. приказом НКВД № 00122 от 29 октября 1934 г. исправительно-трудовые учреждения НКЮ союзных республик были переданы в систему НКВД, и Главное управление исправительно-трудовых лагерей и трудовых поселений НКВД СССР было переименовано в Главное управление лагерей, трудовых поселений и мест заключения НКВД СССР:
- Берман М. Д. 11.07.1934—16.08.1937 (расстрелян в 1939 году)
- Плинер И. И. 16.08.1937—14.11.1938 (расстрелян в 1939 году)
- Филаретов Г. В. 16.11.1938—18.02.1939
- Чернышев В. В. 18.02.1939—26.02.1941

### Главное управление рабоче-крестьянской милиции (ГУРКМ) НКВД СССР
Вошло в НКВД из ОГПУ и упомянуто 11 июля 1934 г. в приказе НКВД № 2:
- Бельский Л. Н. 11.07.1934—07.08.1937 (расстрелян в 1941 году)
- Чернышёв В. В. 07.08.1937—18.02.1939
- Серов И. А.18.02.1939—29.07.1939
- Зуев П. Н. 29.07.1939—14.03.1940
- Галкин А. Г. 14.03.1940—26.02.1941

### Главное управление пограничной и внутренней охраны (ГУПВО) НКВД СССР
Вошло в НКВД из ОГПУ и упомянуто 11 июля 1934 г. в приказе НКВД № 2; разделено 8 марта 1939 г. приказом НКВД № 00206 на шесть главных управлений: Главное управление погранвойск (ГУПВ), Главное управление войск НКВД по охране ж.-д. сооружений, Главное управление войск НКВД по охране особо важных предприятий промышленности, Главное управление конвойных войск НКВД, Главное управление военного снабжения (ГУВС) НКВД и Главное военно-строительное управление войск НКВД:
- Фриновский М. П. 11.07.1934—15.04.1937 (расстрелян в 1940 году)
- Кручинкин Н. К. 15.04.1937—29.01.1938 (расстрелян в 1938 году)
- Ковалёв А. А. 29.01.1938—03.02.1939
- Соколов Г. Г. (и. о.) 03.02.1939—08.03.1939

### Главное управление пожарной охраны (ГУПО) НКВД СССР
Образовано 11 июля 1934 г. приказом НКВД № 2:
- Хряпенков М. Е. (врид) 11.07.1934—15.08.1934 (расстрелян в 1939 году)
- Хряпенков М. Е. 15.08.1934—21.09.1938 (расстрелян в 1939 году)
- Вершинин С. Я. 29.09.1938—07.09.1939
- Истомин Н. А. 07.09.1939—26.02.1941
- Козик Е. В. 26.02.1941—31.07.1941

### Главное управление государственной съёмки и картографии НКВД СССР
Передано в состав НКВД СССР 15 июня 1935 года. Постановлением СНК СССР № 1196; выделено из НКВД и преобразовано в Главное управление геодезии и картографии при СНК СССР 23 сентября 1938 года. Постановлением СНК СССР:
- Горянов-Горный А. Г. 20.06.1935—13.02.1937 (расстрелян в 1937 году)
- Тиунов В. Ф. 12.03.1937—01.08.1937 (расстрелян в 1938 году)
- Никитин М. В. 01.08.1937—23.09.1938

### Главное управление шоссейных дорог (ГУШОСДОР) НКВД СССР
Образовано 4 марта 1936 г. приказом НКВД № 0086 на основании Постановления СНК СССР № 424 от 3 марта 1936 г. «О реорганизации Цудортранса». Постановлением СМ СССР № 832-370сс от 18 марта 1953 г. ГУШОСДОР МВД СССР был передан в Министерство автомобильного транспорта и шоссейных дорог СССР, а его лагеря перешли в подчинение ГУЛАГа МЮ СССР:
- Благонравов Г. И. 27.03.1936—25.05.1937 (расстрелян в 1938 году)
- Волков М. А. 25.01.1938—22.05.1938 (расстрелян в 1939 году)
- Дмитриев Д. М. 22.05.1938—28.06.1938 (расстрелян в 1939 году)
- Малинин Н. Ф. (и. о.) 09.1938—21.04.1939
- Фёдоров В. Т. 21.04.1939—05.1942
- Павлов К. А. 23.05.1942—9.07.1946
- Богданов Н. К. 9.07.1946—не позднее 12.03.1948 (ГУШОСДОР МВД)
- Любый И. С. 12.03.1948—14.04.1950 (ГУШОСДОР МВД)
- Литвин Н. И. 31.07.1950—18.03.1953 (ГУШОСДОР МВД)

### Главное управление мер и весов НКВД СССР
Сформировано Постановлением СНК СССР 26 июня 1936 г. Центральное управление мер и весов включено в НКВД СССР; штат управления объявлен 16 сентября 1936 г. приказом НКВД № 00316; переименовано в Главное управление мер и весов НКВД 23 декабря 1936 г. приказом НКВД № 517; выделено из НКВД и преобразовано в Комитет по делам мер и измерительных приборов при СНК СССР 5 сентября 1938 г. Постановлением СНК СССР:
- Шур К. В. 21.07.1936—19.05.1937 (расстрелян в 1938 году)
- Карманов Г. К. 19.05.1937—05.09.1938

### Главное управление строительства на Дальнем Севере (ГУСДС) НКВД СССР
Включено в состав НКВД 4 марта 1938 г. Постановлением СНК СССР № 260; упомянуто 29 сентября 1939 г. в приказе НКВД № 00641):
- Павлов К. А. 21.12.1937—11.10.1939
- Никишов И. Ф. 11.10.1939—24.12.48

### Главное архивное управление (ГАУ) НКВД СССР
Сформировано Указом Президиума Верховного Совета СССР от 16 апреля 1938 г., объявленным 11 июня 1938 г. приказом НКВД № 370, Центральное архивное управление передано в состав НКВД. В структуру включено как Главное архивное управление НКВД 29 сентября 1938 г. приказом НКВД № 00641:
- Мальцев Н. В. (врид) 29.09.1938—02.04.1939
- Никитинский И. И. 02.04.1939—31.07.1941

### Главное управление государственной безопасности НКВД СССР
Образовано 11 июля 1934 г. приказом НКВД № 1; ликвидировано 28 марта 1938 г. Решением Политбюро ЦК ВКП(б) П60/7:
- Агранов Я. С. 29.12.1936—15.04.1937 (расстрелян в 1938 году)
- Фриновский М. П. 15.04.1937—28.03.1938 (расстрелян в 1940 году)

#### Оперативный секретарь ГУГБ НКВД СССР
Должность введена 16 апреля 1937 г. приказом НКВД № 039:
- Ульмер В. А. 16.04.1937—08.09.1938

#### Отделы ГУГБ
С 25 декабря 1936 г., согласно приказу НКВД № 00411, отделам ГУГБ присвоены следующие номера.
Отдел охраны (1-й отдел) (выделен 28 ноября 1936 г. приказом НКВД № 00383 из оперативного отдела)
- Паукер К. В. 28.11.1936—15.04.1936 (расстрелян в 1937 году)
- Курский В. М. 15.04.1937—14.06.1937
- Дагин И. Я. 14.06.1937—28.03.1938 (расстрелян в 1940 году)

Оперативный отдел (2-й отдел)
- Паукер К. В. 10.07.1934—28.11.1936 (расстрелян в 1937 году)
- Николаев-Журид Н. Г. 28.11.1936—14.06.1937 (расстрелян в 1940 году)
- Залпетер А. К. 14.06.1937—24.01.1938 (расстрелян в 1939 году)

Экономический отдел (ЭКО) (ликвидирован 28 ноября 1936 г. приказом НКВД № 00383)
- Миронов Л. Г. 10.07.1934—28.11.1936 (расстрелян в 1938 году)

Контрразведывательный отдел (3-й отдел) (образован 28 ноября 1936 г. приказом НКВД № 00383 из ЭКО и части ОО ГУГБ)
- Миронов Л. Г. 28.11.1936—14.06.1937 (расстрелян в 1938 году)
- Курский В. М. 14.06.1937—08.07.1937
- Минаев-Цикановский А. М. (врид) 11.07.1937—28.03.1938 (расстрелян в 1939 году)

Секретно-политический отдел (4-й отдел)
- Молчанов Г. А. 10.07.1934—28.11.1936 (расстрелян в 1937 году)
- Курский В. М. 28.11.1936—15.04.1937
- Агранов Я. С. 15.04.1937—17.05.1937 (расстрелян в 1938 году)
- Литвин М. И. 17.05.1937—20.01.1938

Особый отдел (5-й отдел)
- Гай М. И. 10.07.1934—28.11.1936 (расстрелян в 1937 году)
- Леплевский И. М. 28.11.1936—14.06.1937 (расстрелян в 1938 году)
- Николаев-Журид Н. Г. 14.06.1937—28.03.1938 (расстрелян в 1940 году)

Транспортный отдел (6-й отдел) (реорганизован в отдел транспорта и связи 28 ноября 1936 г. приказом НКВД № 00383)
- Кишкин В. А. 10.07.1934—27.03.1935 (расстрелян в 1938 году)
- Шанин А. М. 27.03.1935—07.04.1937 (расстрелян в 1937 году)
- Волков М. А. 07.04.1937—25.01.1938 (расстрелян в 1939 году)
- Леплевский И. М. 25.01.1938—28.03.1938 (расстрелян в 1938 году)

Иностранный отдел (7-й отдел)
- Артузов А. Х. 10.07.1934—21.05.1935 (расстрелян в 1937 году)
- Слуцкий А. А. 21.05.1935—17.02.1938

Учётно-статистический отдел (8-й отдел) (преобразован в учётно-архивный отдел ГУГБ 3 мая 1936 г. приказом НКВД № 00174; преобразован в учётно-регистрационный отдел ГУГБ 28 ноября 1936 г. приказом НКВД № 00383)
- Генкин Я. М. 10.07.1934—28.11.1936
- Цесарский В. Е. 28.11.1936—28.03.1938 (расстрелян в 1940 году)

Специальный отдел (секретно-шифровальный) (9-й отдел)
- Бокий Г. И. 10.07.1934—16.05.1937 (расстрелян в 1937 году)
- Шапиро И. И. 05.07.1937—28.03.1938 (расстрелян в 1940 году)

Тюремный отдел (10-й отдел) (выделен из АХУ НКВД и включен в ГУГБ 28 ноября 1936 г. приказом НКВД № 00383)
- Вейншток Я. М. 28.11.1936—28.03.1938 (расстрелян в 1940 году)

Отдел водного транспорта, шоссейных дорог и связи (11-й отдел) (образован из части 6-го отдела ГУГБ 31 мая 1937 г., когда приказом НКВД № 00301 был объявлен временный штат 11-го отдела)
- Ярцев В. В. 11.07.1937—28.03.1938 (расстрелян в 1940 году)

Отдел оперативной техники (12-й отдел) (образован из частей 2-го и 9-го отделов ГУГБ 8 августа 1937 г. приказом НКВД № 00464)
- Жуковский С. Б. 27.07.1937—13.01.1938 (расстрелян в 1940 году)

Отдел кадров ГУГБ (образован 11 июля 1934 г. приказом НКВД № 2; функции переданы в отдел кадров НКВД 8 декабря 1936 г.)
- Вейншток Я. М. 11.07.1934—15.10.1936 (расстрелян в 1940 году)
- Литвин М. И. 15.10.1936—08.12.1936

### Главное управление государственной безопасности (ГУГБ) НКВД СССР
Вновь образовано 29 сентября 1938 г. приказом НКВД № 00641.
Начальники ГУГБ:
- Берия Л. П. 29.09.1938—17.12.1938 (расстрелян в 1953 году)
- Меркулов В. Н. 17.12.1938—03.02.1941 (расстрелян в 1953 году)

Заместители начальника ГУГБ:
- Меркулов В. Н. 29.09.1938—17.12.1938 (расстрелян в 1953 году)
- Деканозов В. Г. 17.12.1938—13.05.1939 (расстрелян в 1953 году)
- Кобулов Б. З. 17.12.1938—04.09.1939 (расстрелян в 1953 году)
- Серов И. А. 29.07.1939—02.09.1939

1-й отдел (охрана руководителей партии и правительства)
- Дагин И. Я. 29.09.1938—05.11.1938 (расстрелян в 1940 году)
- Власик Н. С. 19.11.1938—26.02.1941

2-й отдел (секретно-политический отдел)
- Кобулов Б. З. 29.09.1938—29.07.1939 (расстрелян в 1953 году)
- Серов И. А. 29.07.1939—02.09.1939
- Федотов П. В. 04.09.1939—26.02.1941

3-й отдел (контрразведывательный отдел)
- Николаев-Журид Н. Г. 29.09.1938—25.10.1938 (расстрелян в 1940 году)
- Меркулов В. Н. 26.10.1938—17.12.1938 (расстрелян в 1953 году)
- Деканозов В. Г. 17.12.1938—13.05.1939 (расстрелян в 1953 году)
- Корниенко Т. Н. 25.06.1939—26.09.1940
- Федотов П. В. 26.09.1940—26.02.1941

4-й отдел (особый отдел)
- Фёдоров Н. Н. 29.09.1938—20.11.1938 (расстрелян в 1940 году)
- Бочков В. М. 28.12.1938—23.08.1940
- Михеев А. Н. 23.08.1940—08.02.1941

5-й отдел (иностранный отдел)
- Пассов З. И. 29.09.1938—22.10.1938 (расстрелян в 1940 году)
- Деканозов В. Г. 02.12.1938—13.05.1939 (расстрелян в 1953 году)
- Фитин П. М. 13.05.1939—26.02.1941

6-й отдел (чекистское наблюдение за милицией, пожарной охраной, Осоавиахимом, райвоенкоматами и спортивными обществами) (расформирован c передачей функций во 2-й и 4-й отделы ГУГБ 28 декабря 1938 г. приказом НКВД № 00834)
- Морозов И. Д. 29.09.1938—28.12.1938 (расстрелян в 1940 году)

7-й отдел (секретно-шифровальный отдел)
- Баламутов А. Д. 29.09.1938—08.04.1939
- Копытцев А. И. 08.04.1939—26.02.1941

Следственная часть ГУГБ (образована 4 сентября 1939 г. приказом НКВД № 001050)
- Сергиенко В. Т. 04.09.1939—26.02.1940
- Эсаулов А. А. 26.02.1940—26.02.1941

### Главное экономическое управление (ГЭУ) НКВД СССР
Образовано из 7-го, 8-го и 9-го отделов 1-го управления НКВД 29 сентября 1938 г. приказом НКВД СССР № 00641).
Начальник:
- Кобулов Б. З. 04.09.1939—26.02.1941 (расстрелян в 1953 году)

Заместители начальника:
- Андреев Г. П. 16.02.1939—26.02.1941
- Наседкин В. Г. 07.08.1939—26.02.1941

1-й отдел (оборонная промышленность; изменение функций с 29 апреля 1939 г. приказом НКВД № 00447: промышленные и пищевые наркоматы)
- Рейхман Л. И. 29.09.1938—24.10.1938 (расстрелян в 1940 году)
- Андреев Г. П. 16.02.1939—04.03.1940
- Мешик П. Я. 04.03.1940—26.02.1941 (расстрелян в 1953 году)

2-й отдел (тяжелая промышленность и машиностроение; изменение функций с 29 апреля 1939 г. приказом НКВД № 00447: оборонная промышленность)
- Григорьев В. Ф. 29.09.1938—09.03.1939 (расстрелян в 1941 году)
- Лерман И. Р. (врид) 12.1938—01.1939
- Даганский А. Ю. (и. о.) 01.1939—06.1939
- Голубев Н. А. (врид) 04.03.1940—20.04.1940
- Голубев Н. А. 20.04.1940—26.02.1941

3-й отдел (лёгкая, пищевая, лесная и местная промышленность; изменение функций с 29 апреля 1939 г. приказом НКВД № 00447: сельское хозяйство, финансы и торговля)
- Решетников С. Г. 04.03.1940—03.10.1940

4-й отдел (сельское хозяйство и заготовки; упразднён с 29 апреля 1939 г. приказом НКВД № 00447; вновь образован 20 июня 1939 г. приказом НКВД № 00697 с функциями: предприятия Гознака и аффинажные заводы)
- Гатов М. Л. (и. о.) 29.09.1938—18.12.1938 (расстрелян в 1939 году)
- Андреев Г. П. 20.06.1939—26.02.1941

5-й отдел (торговля, кооперация и финансы; упразднён с 29 апреля 1939 г. приказом НКВД № 00447; вновь образован 3 августа 1939 г. приказом НКВД № 00890 с функциями: авиационная промышленность)
- Гатов М. Л. (и. о.) 29.09.38—18.12.1938 (расстрелян в 1939 году)
- Шахов А. В. 03.08.39—26.02.1941

6-й отдел (образован 7 августа 1939 г. приказом НКВД № 00911 с функциями: топливная промышленность)
- Наседкин В. Г. 07.08.1939—26.02.1941

Следственная часть ГЭУ (образована 4 сентября 1939 г. приказом НКВД № 001050)
- Мешик П. Я. 04.09.1939—04.03.1940 (расстрелян в 1953 году)
- Влодзимирский Л. Е. 04.03.1940—22.07.1940 (расстрелян в 1953 году)
- Шварцман Л. Л. (и. о.) 07.1940—26.02.1941 (расстрелян в 1953 году)

### Главное транспортное управление (ГТУ) НКВД СССР
Образовано из отделов 3-го управления НКВД 29 сентября 1938 г. приказом НКВД СССР № 00641:
- Мильштейн С. Р. 31.03.1939—26.02.1941

### Главное тюремное управление НКВД СССР
Образовано 29 сентября 1938 г. приказом НКВД СССР № 00641 на базе тюремного отдела НКВД СССР:
- Бочков В. М. 23.11.1938—28.12.1938
- Галкин А. Г. 13.01.1939—14.03.1940
- Зуев П. Н. 14.03.1940—26.02.1941

### Главное управление погранвойск (ГУПВ) НКВД СССР
Образовано 8 марта 1939 г. приказом НКВД № 00206:
- Соколов Г. Г. 08.03.1939—26.08.1941

### Главное управление войск НКВД СССР по охране железнодорожных сооружений
Образовано 8 марта 1939 г. приказом НКВД № 00206:
- Гульев А. И. 08.03.1939—26.02.1941

### Главное управление войск НКВД СССР по охране особо важных предприятий промышленности
Образовано 8 марта 1939 г. приказом НКВД № 00206:
- Козик Е. В. 8.03.1939—26.02.1941

### Главное управление конвойных войск НКВД СССР
Образовано 8 марта 1939 г. приказом НКВД № 00206:
- Шарапов В. М. 08.03.1939—26.02.1941

### Главное управление военного снабжения (ГУВС) НКВД СССР
Образовано 8 марта 1939 г. приказом НКВД № 00206:
- Вургафт А. А. 08.03.1939—26.02.1941

### Главное военно-строительное управление НКВД СССР
Образовано 8 марта 1939 г. приказом НКВД № 00206:
- Любый И. С. 08.03.1939—26.02.1941

### Главное управление лагерей железнодорожного строительства (ГУЛЖДС) НКВД СССР
Образовано 4 января 1940 г. приказом НКВД № 0014:
- Френкель Н. А. 04.01.1940—28.04.47

### Главное управление политпропаганды войск НКВД СССР
Образовано 17 августа 1940 г. приказом НКВД № 001013:
- Мироненко П. Н. 17.08.1940—26.02.1941

### Управление особого строительства (Особстрой) НКВД СССР
Образовано 28 августа 1940 г. приказом НКВД № 001060 для руководства строительством авиационных заводов в Куйбышевской области:
- Лепилов А. П. 28.08.1940—20.12.45

### Главное управление лагерей гидротехнического строительства (Главгидрострой) НКВД СССР
Образовано 13 сентября 1940 г. приказом НКВД № 001159:
- Рапопорт Я. Д. 13.09.1940—23.08.1941

### Главное управление местной противовоздушной обороны (ГУМПВО) НКВД СССР
Образовано 29 октября 1940 г. приказом НКВД № 001378:
- Осокин В. В. 29.10.1940—19.11.1949
- Шперов М. Н. 20.10.1943—10.08.1956 — начальник штаба боевой подготовки — полковник ОМСБОН НКВД СССР, 27.08.1956—24.01.1958 — начальник штаба МПВО — генерал-майор НКГБ-МГБ СССР.

Новая структура НКВД СССР с упразднением ГУГБ была утверждена Решением Политбюро ЦК ВКП(б) П60/7 от 28 марта 1938 г. и объявлена приказом НКВД № 00362 от 9 июня 1938 г.; структура была изменена с восстановлением ГУГБ Решением Политбюро ЦК ВКП(б) П64/82 от 23 сентября 1938 г. и объявлена приказом НКВД № 00641 от 29 сентября 1938 г.

### 1-е управление: Управление государственной безопасности (УГБ) НКВД СССР
Начальники УГБ:
- Фриновский М. П. 28.03.1938—08.09.1938 (расстрелян в 1940 году)
- Берия Л. П. 08.09.1938—29.09.1938 (расстрелян в 1953 году)

Заместитель начальника УГБ:
- Николаев-Журид Н. Г. 28.03.1938—29.09.1938 (расстрелян в 1940 году)

1-й отдел (охрана руководителей партии и правительства)
- Дагин И. Я. 28.03.1938—29.09.1938 (расстрелян в 1940 году)

2-й отдел (оперативный отдел)
- Попашенко И. П. 28.03.1938—29.09.1938 (расстрелян в 1940 году)

3-й отдел (контрразведывательный отдел)
- Николаев-Журид Н. Г. 28.03.1938—29.09.1938 (расстрелян в 1940 году)

4-й отдел (секретно-политический отдел)
- Цесарский В. Е. 28.03.1938—28.05.1938 (расстрелян в 1940 году)
- Журбенко А. С. 28.05.1938—15.09.1938 (расстрелян в 1940 году)
- Кобулов Б. З. 15.09.1938—29.09.1938 (расстрелян в 1953 году)

5-й отдел (иностранный отдел)
- Пассов З. И. 28.03.1938—29.09.1938 (расстрелян в 1940 году)

6-й отдел (чекистское наблюдение за военизированными организациями: милицией, Осоавиахимом, пожарной охраной, райвоенкоматами, спортивными обществами и т. п.)
- Морозов И. Д. 28.03.1938—29.09.1938 (расстрелян в 1940 году)

7-й отдел (чекистское наблюдение за оборонной промышленностью)
- Рейхман Л. И. 28.03.1938—29.09.1938 (расстрелян в 1940 году)

8-й отдел (чекистское наблюдение за всей промышленностью)
- Минаев-Цикановский А. М. 28.03.1938—10.07.1938
- Григорьев В. Ф. 10.07.1938—29.09.1938 (расстрелян в 1941 году)

9-й отдел (чекистское наблюдение за торговлей, заготовками и сельским хозяйством)
- Залин Л. Б. 28.03.1938—07.06.1938 (расстрелян в 1940 году)

### 2-е управление:Управление особых отделов (УОО) НКВД СССР
Начальники УОО:
- Заковский Л. М. 28.03.1938—20.04.1938 (расстрелян в 1938 году)
- Фёдоров Н. Н. (врид) 20.04.1938—28.05.1938 (расстрелян в 1940 году)
- Фёдоров Н. Н. 28.05.1938—29.09.1938 (расстрелян в 1940 году)

Заместители начальника УОО:
- Фёдоров Н. Н. 28.03.1938—28.05.1938 (расстрелян в 1940 году)
- Шапиро Н. Е. 28.03.1938—14.04.1938 (расстрелян в 1938 году)
- Николаев-Журид Н. Г. 20.04.1938—09.06.1938 (расстрелян в 1940 году)
- Шляхтенко М. К. 10.07.1938—29.09.1938

1-й отдел (авиация; изменение функций с 20 августа 1938 г. приказом НКВД № 00539: штабная служба, ПВО, связь, Развед. упр. РККА, снабжение и финансы РККА)
- Рогачев Б. В. 28.03.1938—20.08.1938 (расстрелян в 1939 году)
- Агас В. С. 20.08.1938—29.09.1938 (расстрелян в 1939 году)

2-й отдел (автобронетанковые и технические войска; изменение функций с 20 августа 1938 г. приказом НКВД № 00539: авиация)
- Бабич И. Я. 28.03.1938—20.08.1938
- Рогачев Б. В. 20.08.1938—29.09.1938 (расстрелян в 1939 году)

3-й отдел (пехота, кавалерия, артиллерия; изменение функций с 20 августа 1938 г. приказом НКВД № 00539: автобронетанковые и технические войска)
- Ямницкий М. С. 28.03.1938—13.06.1938 (расстрелян в 1939 году)
- Бабич И. Я. 20.08.1938—29.09.1938

4-й отдел (Военно-Морской Флот; изменение функций с 20 августа 1938 г. приказом НКВД № 00539: пехота, кавалерия, артиллерия)
- Фёдоров Н. Н. 28.03.1938—28.05.1938 (расстрелян в 1940 году)
- Ратнер А. М. (и. о.) 05.1938—07.1938
- Шляхтенко М. К. 10.07.1938—20.08.1938
- Малышев Ф. П. (врид) 20.08.1938—29.09.1938

5-й отдел (штабная служба, ПВО, связь, Развед. упр. РККА, снабжение и финансы РККА; изменение функций с 20 августа 1938 г. приказом НКВД № 00539: Военно-Морской Флот)
- Шапиро Н. Е. 28.03.1938—14.04.1938 (расстрелян в 1938 году)
- Агас В. С. 04.1938—20.08.1938 (расстрелян в 1939 году)
- Шляхтенко М. К. 20.08.1938—29.09.1938

6-й отдел (оперативный отдел: аресты, обыски, наружное наблюдение и установка; изменение функций с 20 августа 1938 г. приказом НКВД № 00539: пограничные, внутренние и железнодорожные войска)
- Агас В. С. 28.03.1938—04.1938 (расстрелян в 1939 году)
- Спектор М. Б. (врид) 07.1938—20.08.1938
- Казакевич В. М. (и. о.) 20.08.1938—29.09.1938

7-й отдел (оперативный отдел; введен в штат 2-го управления 20 августа 1938 г. после переименования 6-го отдела (оперативного) в 7-й отдел приказом НКВД № 00539)
- Спектор М. Б. 20.08.1938—29.09.1938

### 3-е управление: Управление транспорта и связи НКВД СССР
Начальники:
- Бельский Л. Н. 28.03.1938—08.04.1938 (расстрелян в 1941 году)
- Леплевский И. М. 08.04.1938—26.04.1938 (расстрелян в 1938 году)
- Берман Б. Д. 22.05.1938—24.09.1938 (расстрелян в 1939 году)

Заместитель начальника 3-го управления:
- Леплевский И. М. 28.03.1938—8.04.1938 (расстрелян в 1938 году)

1-й отдел (железнодорожный транспорт)
- Леплевский И. М. 28.03.1938—26.04.1938 (расстрелян в 1938 году)
- Берман Б. Д. 22.05.1938—24.09.1938 (расстрелян в 1939 году)

2-й отдел (водный транспорт)
- Андреев М. Л. 28.03.1938—29.09.1938

3-й отдел (гражданский воздушный флот, связь и шоссейно-дорожное строительство)
- Радзивиловский А. П. 28.03.1938—13.09.1938 (расстрелян в 1940 году)

4-й отдел (оперативный)
- Приходько Н. Т. 28.03.1938—30.04.1938

### Самостоятельные (специальные) отделы

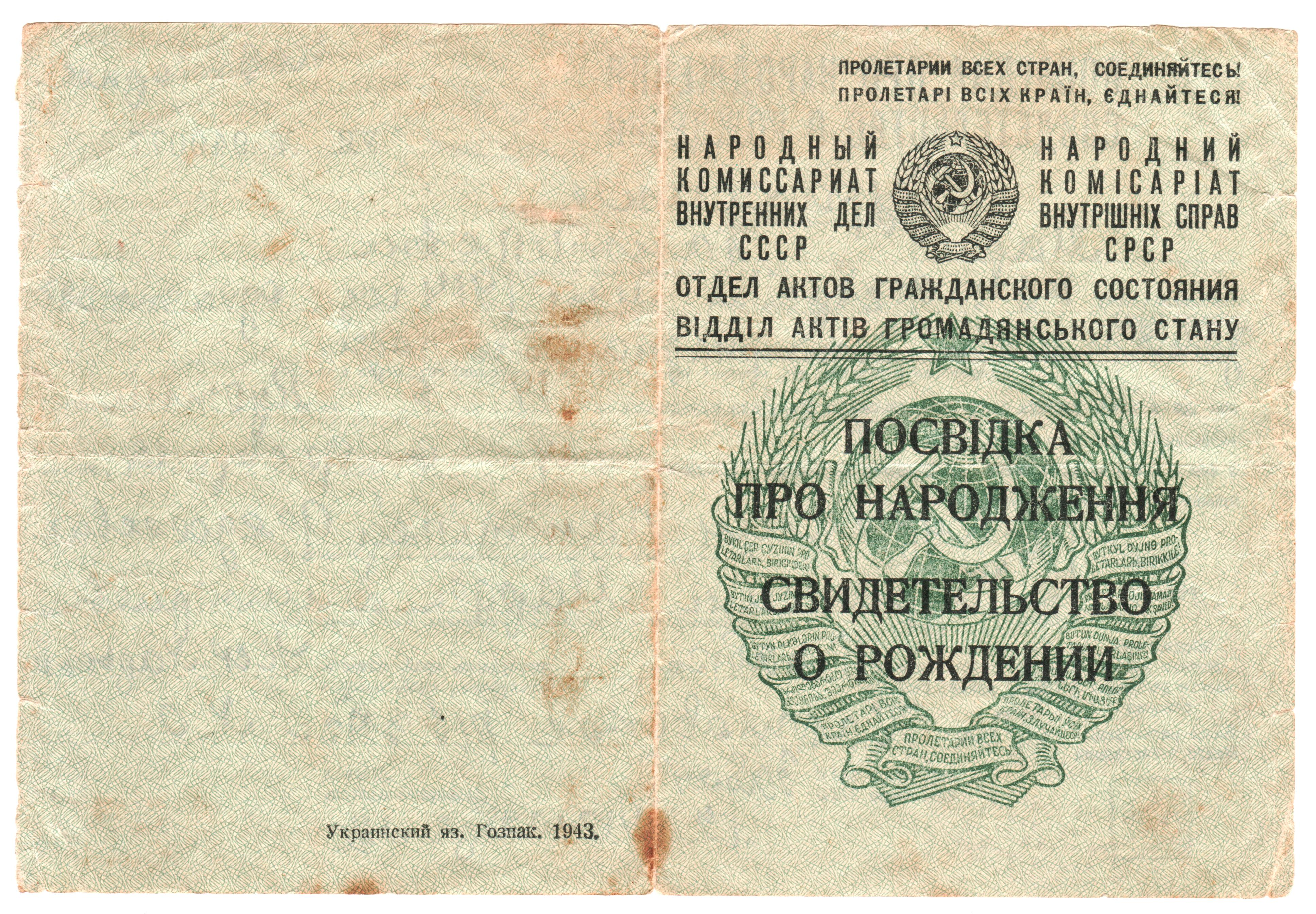
Свидетельство о рождении НКВД (1943)

Отдел оперативного учёта, регистрации и статистики (19 июня 1938 г. приказом НКВД № 00378 получил наименование «1-й спец. отдел»)
- Шапиро И. И. 29.09.1938—13.11.1938 (расстрелян в 1940 году)
- Петров Г. А. 22.12.1938—30.11.1939
- Баштаков Л. Ф. 05.03.1940—26.02.1941

Отдел оперативной техники (19 июня 1938 г. приказом НКВД № 00378 получил наименование «2-й спец. отдел»)
- Алехин М. С. (врид) 09.06.1938—13.09.1938 (расстрелян в 1939 году)
- Лапшин Е. П. 15.09.1938—29.09.1938

Секретно-шифровальный отдел (19 июня 1938 г. приказом НКВД № 00378 получил наименование «3-й спец. отдел»)
- Баламутов А. Д. 28.03.1938—29.09.1938
- Попашенко И. П. 29.09.1938—04.11.1938 (расстрелян в 1940 году)
- Гвишиани М. М. 17.11.1938—23.11.1938
- Спиридонов Н. К. 23.11.1938—23.12.1938
- Панюшкин А. С. 23.12.1938—03.07.1939
- Шадрин Д. Н. 03.07.1939—26.02.1941

Тюремный отдел
- Антонов-Грицюк Н. И. 28.03.1938—23.10.1938 (расстрелян в 1939 году)

4-й спец. отдел (особое конструкторское бюро: использование труда заключённых специалистов и учёных) (образован как отдел Особого конструкторского бюро 29 сентября 1938 г. приказом НКВД № 00641 и получил наименование 4-го спецотдела 21 октября 1938 г. приказом НКВД № 00698; ликвидирован в связи с преобразованием 10 января 1939 г. приказом НКВД № 0021 в Особое техническое бюро при наркоме внутренних дел СССР для использования заключённых, имеющих специальные технические знания)
- Давыдов М. А. (врид) 21.10.1938—10.01.1939

4-й спец. отдел (отдел лабораторий) (выделен из 2-го спец. отдела 20 февраля 1939 г. приказом НКВД № 00163)
- Филимонов М. П. 09.03.1939—26.02.1941

5-й спец. отдел (Государственное хранилище ценностей) (образован 20 июня 1939 г. приказом НКВД № 00697)
- Владимиров В. Н. 20.06.1939—26.02.1941

### Административно-хозяйственное управление (АХУ) НКВД СССР
Образовано 11 июля 1934 г. приказом НКВД № 2.
Начальники:
- Островский И. М. 11.07.1934—15.10.1936
- Жуковский С. Б. 15.10.1936—01.07.1937 (расстрелян в 1940 году)
- Рыжов М. И. 01.07.1937—19.10.1937
- Попашенко И. П. 19.10.1937—28.03.1938 (расстрелян в 1940 году)
- Сумбатов-Топуридзе Ю. Д. 17.04.1938—31.07.1941

#### Комендатура АХУ НКВД
Реорганизована путём передачи части функций в 1-й отдел ГУГБ, а службы приёма арестованных — в 10-й отдел ГУГБ 4 апреля 1937 г. приказом НКВД № 00163; новые штаты Комендатуры АХУ введены с 1 июля 1937 г. и объявлены приказом НКВД № 00450 от 2 августа 1937 г.; Комендатура АХУ преобразована 10 июня 1938 г. в Комендантский отдел на основании приказа НКВД № 00261 от 29 апреля 1938 г.
Комендант (начальник комендантского отдела):
- Блохин В. М. 10.07.1934—13.08.1941

### Кооперативное управление НКВД СССР
Вошло в НКВД из ОГПУ и упомянуто 14 июля 1934 г. в приказе НКВД и Президиума Центросоюза № 4; переименовано в Центральное управление торговли, производственно-бытовых предприятий и общепита (ЦТПУ) 2 октября 1935 г. приказом НКВД и Президиума Центросоюза № 315/1647; передано в Управление государственных резервов при СНК СССР 1 августа 1936 г. приказом НКВД № 317:
- Шнеерсон М. Б. 14.07.1934—01.02.1936 (расстрелян в 1939 году)
- Колесников А. К. 01.02.1936—04.1936

### Управление особого строительства НКВД СССР
Образовано 15 января 1936 г. приказом НКВД № 0014 с целью руководства строительством хлебогородков для хранения неприкосновенного фонда хлебофуража; передано из НКВД в Управление государственных резервов при СНК СССР 11 апреля 1938 г.:
- Зибрак Э. А. 15.01.1936—16.08.1937 (расстрелян в 1937 году)
- Егоров С. М. 29.10.1937—06.1938

### Управление коменданта Московского Кремля (УКМК) НКВД СССР
Включено в состав НКВД 28 января 1936 г. приказом НКВД № 0033:
- Ткалун П. П. 28.01.1936—25.09.1937 (расстрелян в 1938 году)
- Рогов Ф. В. 25.09.1937—06.11.1938
- Спиридонов Н. К. 23.12.1938—26.09.53

### Управление по делам военнопленных и интернированных (УПВИ) НКВД СССР
Образовано 19 сентября 1939 г. приказом НКВД № 0308:
- Сопруненко П. К. 19.09.1939—12.02.43

### Отдел актов гражданского состояния (ОАГС) НКВД СССР
Образован 11 июля 1934 г. приказом НКВД № 2:
- Алиевский М. М. (врид) 11.07.1934—15.08.1934
- Алиевский М. М. 15.08.1934—05.11.1938
- Солодов Ф. М. (врид) 31.12.1938—13.07.1939
- Солодов Ф. М. 13.07.1939—31.12.1940

### Финансовый отдел (ФО) НКВД СССР
Вошёл в НКВД из ОГПУ и упомянут 11 июля 1934 г. в приказе НКВД № 2; преобразован в Центральный финансово-плановый отдел (ЦФПО) 8 августа 1937 г.:
- Берензон Л. И. 11.07.1934—26.02.1941

### Отдел лесной охраны НКВД СССР
Образован 29 ноября 1934 г. приказом НКВД № 00154 на основании Постановления СНК СССР № 2617 от 22 ноября 1934 г.; передан на правах отдела в ГУРКМ НКВД СССР 15 марта 1936 г.; передан в Главное управление лесоохраны и лесонасаждений при СНК СССР 2 июля 1936 г. Постановлением ЦИК и СНК СССР:
- Горянов-Горный А. Г. 29.11.1934—15.03.1936 (расстрелян в 1937 году)
- Белоногов С. Ф. 15.03.1936—02.07.1936

### Инженерно-строительный отдел (ИСО) НКВД СССР
Выделен из структуры ГУПВО НКВД в самостоятельный отдел 4 января 1936 г.:
- Лурье А. Я. 04.01.1936 — 11.03.1937 (расстрелян в 1937 году)

### Переселенческий отдел НКВД СССР
Образован 22 июля 1936 г.; штаты самостоятельного переселенческого отдела НКВД объявлены 10 июня 1937 г. приказом НКВД № 00340; расформирован 9 августа 1939 г. приказом НКВД № 0253):
- Берман М. Д. 22.07.1936—26.10.1936 (расстрелян в 1939 году)
- Плинер И. И. 26.10.1936—14.11.1938 (расстрелян в 1939 году)

### Плановый отдел НКВД СССР
Образован 19 марта 1937 г. приказом НКВД № 027; реорганизован в Центральный финансово-плановый отдел 8 августа 1937 г. приказом НКВД № 311):
- Вайнштейн Б.С. (1942—1946)

### Мобилизационный отдел НКВД СССР
Образован 20 апреля 1939 г. приказом НКВД № 00433:
- Шередега И. С. 20.04.1939—24.09.1941

### Отдел железнодорожных и водных перевозок НКВД СССР
Образован 22 июня 1939 г. приказом НКВД № 00703:
- Зикеев С. И. 22.08.1940—05.05.43

### Инспекция по котлонадзору НКВД СССР
Включена в состав НКВД 29 сентября 1938 г. приказом НКВД № 00641; передана в подчинение Главного управления лагерей горно-металлургической промышленности НКВД 2 июля 1941 г. приказом НКВД № 00855:
- Айзин А. С. 03.09.1937—09.02.1938
- Малинин А. В. (врид) 09.02.1938—25.01.1939
- Стружков Н. П. (врид) 25.01.1939—04.03.1940
- Стружков Н. П. (04.03.1940—02.07.1941

### Особое техническое бюро (ОТБ) при наркоме внутренних дел СССР
Образовано 10 января 1939 г. приказом НКВД № 0021 для использования заключённых, имеющих специальные технические знания:
- Давыдов М. А. (и. о.) 15.01.1939—04.09.1939 (расстрелян в 1941 году)
- Давыдов М. А. 04.09.1939—08.10.1939 (расстрелян в 1941 году)
- Кравченко В. А. 14.11.1939—31.07.1941

### 9-е Управление НКВД СССР
9-е Управление НКВД СССР (Управление специальных институтов) было создано постановлением СНК СССР от 19 декабря 1945 года № 3117-937 сс. С 1946 года — 9-е управление МВД СССР.
Первый начальник — Завенягин Авраамий Павлович.
Заместители:
- Кравченко Валентин Александрович,
- Зверев Александр Дмитриевич,
- Лейпунский Александр Ильич.

Организация научной работы специальных институтов и лаборатории в рамках атомного проекта с привлечением специалистов из числа интернированных военнопленных, заключённых советских специалистов, а также специалистов, приглашённых из других стран.

## Деятельность НКВД

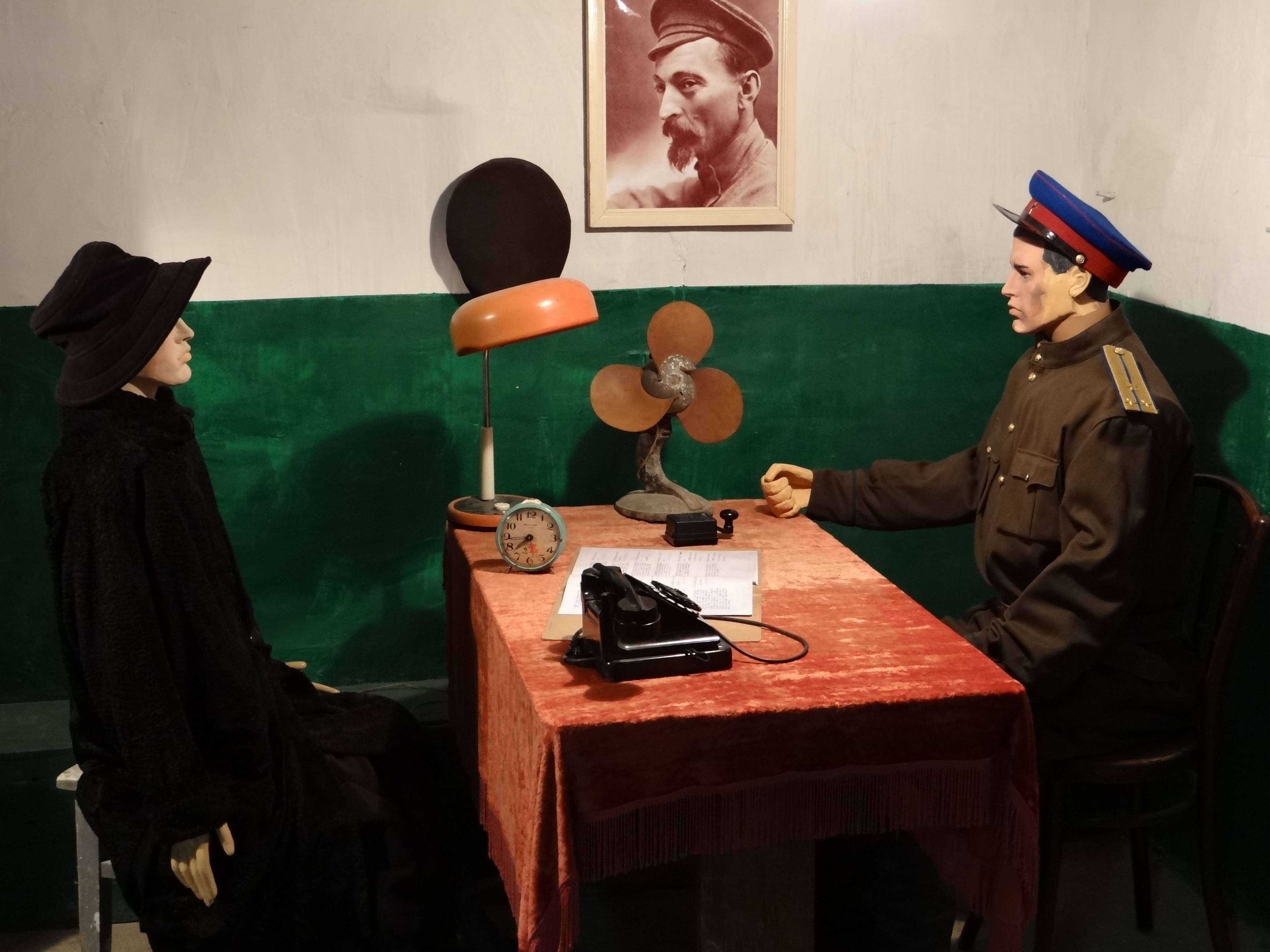
Обстановка в кабинете работника НКВД (музейная экспозиция)

### Разведка
Разведывательная деятельность НКВД включала развёртывание широкой собственной разведывательной сети и с помощью Коминтерна.

### Контрразведка

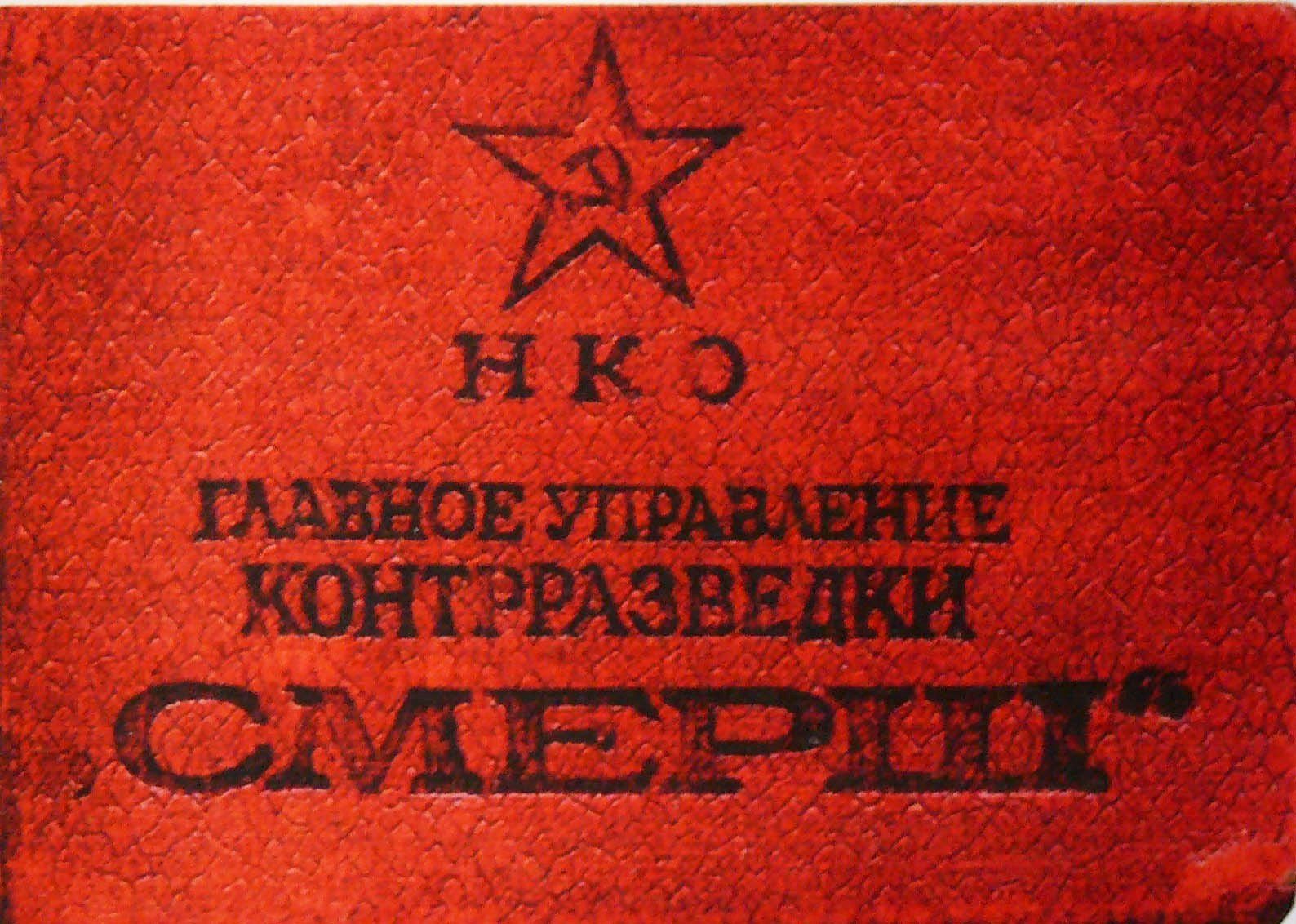
Удостоверение СМЕРШ, 1943 г.

17 июля 1941 года Государственный Комитет Обороны принял постановление № 187 о преобразовании органов Третьего управления народного комиссариата обороны от отделений в дивизиях и выше в особые отделы НКВД, а Третьего управления — в Управление особых отделов НКВД.

### НКВД в период Великой Отечественной войны

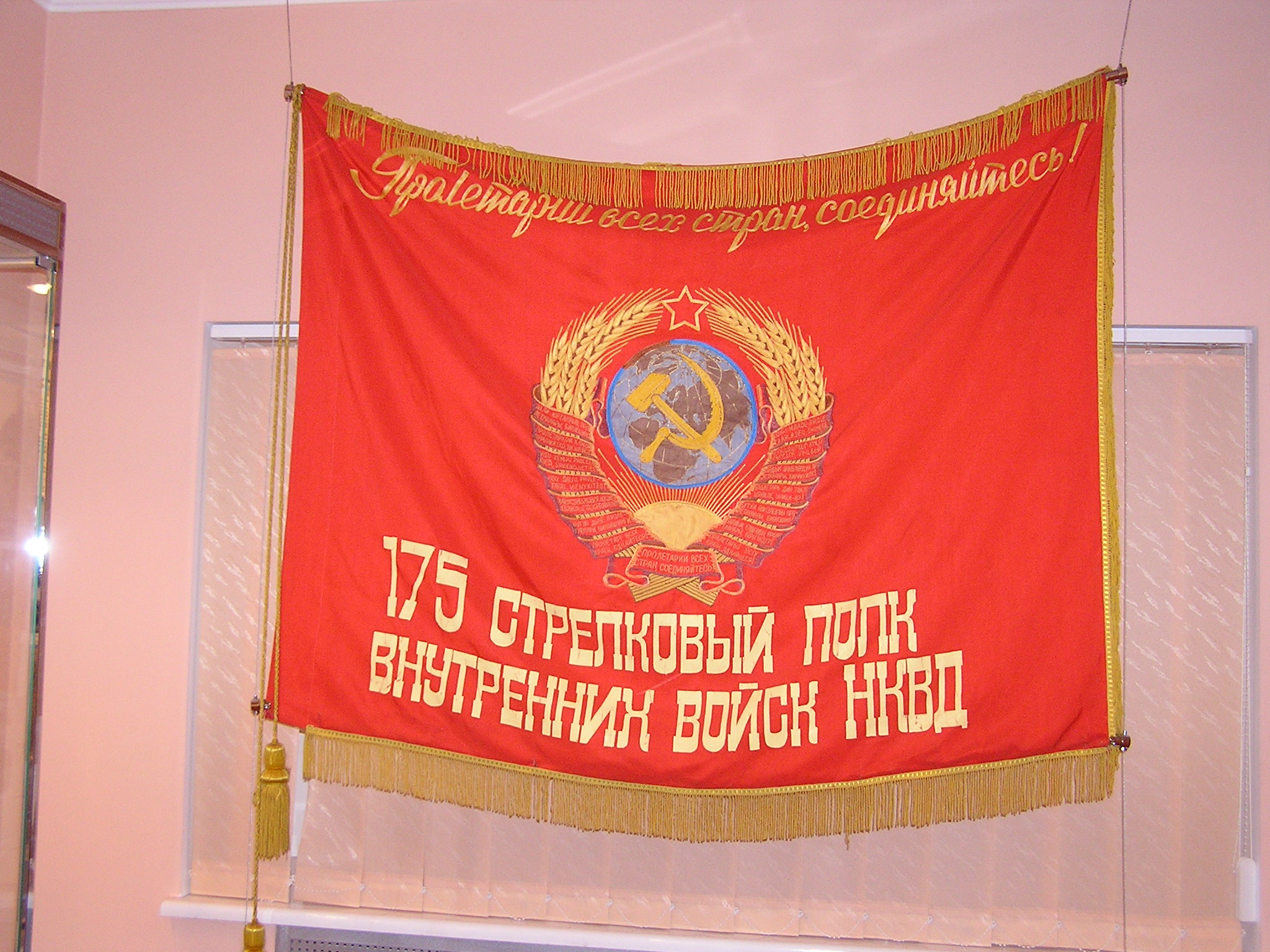
Боевое знамя 175-го стрелкового полка войск НКВД, в музее донецкой милиции.

Накануне Великой Отечественной войны в состав наркомата внутренних дел СССР наряду с пограничными войсками входили войска по охране железнодорожных сооружений и особо важных предприятий промышленности, конвойные войска и оперативные войска.
К началу войны войска НКВД состояли из 14 дивизий, 18 бригад и 21 отдельного полка различного назначения, из которых в западных округах находились 7 дивизий, 2 бригады и 11 оперативных полков внутренних войск, на базе которых в Прибалтийском, Западном и Киевском особых округах перед войной началось формирование 21-й, 22-й и 23-й мотострелковых дивизий НКВД. Кроме того, на западной границе СССР было 8 пограничных округов, в составе которых входили 49 погранотрядов и других частей.
В пограничных войсках НКВД насчитывалось 167 600 военнослужащих, во внутренних войсках НКВД — 173 900 военнослужащих, в том числе:
- оперативные войска (без учёта военных училищ) — 27,3 тысяч человек;
- войска по охране железных дорог — 63,7 тысяч человек;
- войска по охране особо важных промышленных объектов — 29,3 тысяч человек.

Численность конвойных войск составляла 38,3 тысячи человек.
Задачей пограничных войск НКВД были охрана государственной границы Советского Союза, борьба с диверсантами и выявление нарушителей пограничного режима. Задачей оперативных войск НКВД была борьба с бандитизмом: обнаружение, блокирование, преследование и уничтожение бандформирований. Задачами железнодорожных войск НКВД были как охрана, так и оборона объектов, для чего они располагали, в частности, бронепоездами. Служба войск НКВД по охране особо важных объектов промышленности велась теми же методами, что и охрана государственной границы. Задачей конвойных войск НКВД были конвоирование осужденных, военнопленных и депортируемых, охрана лагерей военнопленных, тюрем и объектов, на которых использовался труд осуждённых.
22 июня 1941 года в бои с немецкими войсками вступили 47 сухопутных и 6 морских пограничных отрядов, 9 отдельных пограничных комендатур НКВД. Начальнику погранзаставы, выпускнику Саратовской 4-й школы пограничной охраны и войск ОГПУ (сейчас Саратовское краснознаменное высшее командное училище МВД России) А. В. Лопатину было посмертно присвоено звание Героя Советского Союза.
Значительную роль в формировании частей Красной Армии (РККА), особенно в первый год Великой Отечественной войны, сыграл ГУЛаг. По ходатайству руководства НКВД Президиум Верховного Совета СССР дважды, 12 июля и 24 ноября 1941 года, принимал указы об амнистии и освобождении заключённых. По этим двум указам до конца 1941 года для укомплектования РККА было направлено около 420 000 амнистированных, что равнялось 29 дивизиям. Всего же за годы войны в ряды вооружённых сил было направлено около 975 000 амнистированных, за счёт которых было укомплектовано 67 дивизий.
Также во время Великой Отечественной войны из сотрудников Уголовного Розыска и ОБХСС были сформированы специальные прифронтовые оперативные группы НКВД, созданные для розыска и задержания не успевших эвакуироваться предателей и полицаев, а также для помощи отделам СМЕРШа и органам НКГБ в поиске агентуры противника на освобожденных от противника территориях.
Кроме того, во время Великой Отечественной войны Уголовный Розыск и ОБХСС, помимо своих основных обязанностей, активно занимался борьбой с диверсиями, вредительством, мародёрством, паникёрством и дезертирством.Также многие сотрудники Уголовного Розыска и ОБХСС вошли в состав истребительных отрядов, уничтожавших разведывательные группы противника и совершавших диверсии в тылу врага.
Также следует отметить, что во время Великой Отечественной войны помимо участия в боевых действиях одной из основных задач сотрудников ОБХСС являлся контроль за снабжением фронта и оборонной промышленности необходимыми ресурсами.
В обороне Ленинграда и охране правопорядка принимала участие 41-я отдельная бригада конвойных войск НКВД.
В обороне Сталинграда активно участвовала 10-я стрелковая дивизия внутренних войск НКВД.
Внутренние войска НКВД за период Великой Отечественной войны провели 9 292 операции по борьбе с бандитизмом, в результате было убито 47 451 и захвачено 99 732 бандита, а всего обезврежено 147 183 преступника. Пограничными войсками было ликвидировано в 1944—1945 годах 828 банд, общей численностью около 48 000 бандитов. В годы войны железнодорожными войсками НКВД охранялись около 3 600 объектов на железных дорогах СССР. Караулы войск сопровождали поезда с военными и ценными мирными грузами.
24 июня 1945 года в Москве на параде Победы на Красную площадь первым вышел сводный батальон со знамёнами и штандартами побежденных германских войск, сформированный из военнослужащих войск НКВД.

#### НКВД и партизанское движение
Во время Великой Отечественной войны НКВД содействовал советским партизанам на оккупированных территориях.
Как правило, в партизанском формировании организовывал разведку и руководил ею заместитель командира по разведке. Заместителями командиров по разведке и их помощников рекомендовалось назначать людей, имеющих опыт такой работы. Предпочтение отдавалось офицерам НКВД и ГРУ.
Непосредственное руководство деятельностью разведки партизанских отрядов в масштабе областей осуществляли областные оперативно-разведывательные группы при подпольных обкомах.
Основой для улучшения ведения агентурной разведки явился приказ НКО СССР № 00189 от 5 сентября 1942 года «О задачах партизанского движения», подписанный Сталиным. В нём предписывалось создание партизанами в тылу противника структур агентурной разведки, внедрение её в органы оккупационного управления, на предприятия и коммуникации противника.
Большую роль в организации агентурной разведки партизан сыграли оперативные группы органов государственной безопасности, забрасываемые в район действия партизанских формирований. Многие опергруппы органов госбезопасности базировались в расположении партизанских бригад и отрядов, что давало им возможность маскировать свою работу в общей разведывательной деятельности партизан, облегчало связь с разведчиками, работавшими на объектах противника. Например, опергруппа «Юрий» НКГБ СССР дислоцировалась при 1-й Минской бригаде, спецгруппа «Кочубей» НКГБ БССР — при штабе Борисовского зонального соединения.
В Полоцком районе Витебской области группа под командованием А. И. Бабушкина, базировавшаяся при партизанской бригаде им. В. И. Ленина, сумела выявить, опираясь на помощь советских подпольщиков, 3 немецкие разведшколы и 12 заброшенных в советский тыл диверсантов.

### НКВД и советская экономика
Труд осуждённых в исправительной системе НКВД (ГУЛАГ) привёл к неоднозначным последствиям для СССР в развитии экономики страны и регионов. С одной стороны, он способствовал освоению Сибири, Крайнего Севера и Дальнего Востока, а физический труд осуждённых и малая механизированность их работы привела к высвобождению ресуров для военного строительства и увеличения мобилизационной готовности СССР перед Великой Отечественной войной.
По состоянию на 1 января 1941 года в лагерях и колониях насчитывалось 1 929 729 заключённых, в том числе примерно 1 680 000 мужчин трудоспособного возраста. В экономике СССР в этот период времени общая численность рабочих составляла 23,9 млн человек, а рабочих промышленности — 10 млн человек. Таким образом, заключённые в системе (ГУЛАГ) НКВД трудоспособного возраста составляли примерно 7 % от общей численности рабочих Советского Союза.
Приказом НКВД № 00767 от 12 июня 1941 года был введён в действие мобилизационный план для предприятий ГУЛага и Главпромстроя по производству боеприпасов. В производство запускались 50-мм мина, 45-мм снаряд и ручная граната РГД-33.
С другой стороны тяжёлый труд заключённых и экономическая неэффективность проектов привели к существенному урону для трудовых ресурсов страны и её экономики. Многие проекты после осуждения и смерти Л. П. Берии были не закончены, некоторые признаны неэффективными.
Самым необычным достижением НКВД была его роль в советской науке и технике. Многие учёные и инженеры были обвинены в политических и уголовных преступлениях, арестованы, по закону осуждены и отправлены в специальные места лишения свободы, которые были известны как «шарашки», где они работали по специальности. Продолжая свои исследования там и освобождённые позже, некоторые из них стали лидерами в науке и технике. Заключёнными «шарашек» были такие учёные и инженеры, как создатель советской космической программы Сергей Королёв и авиационный конструктор Андрей Туполев.

## Политические репрессии

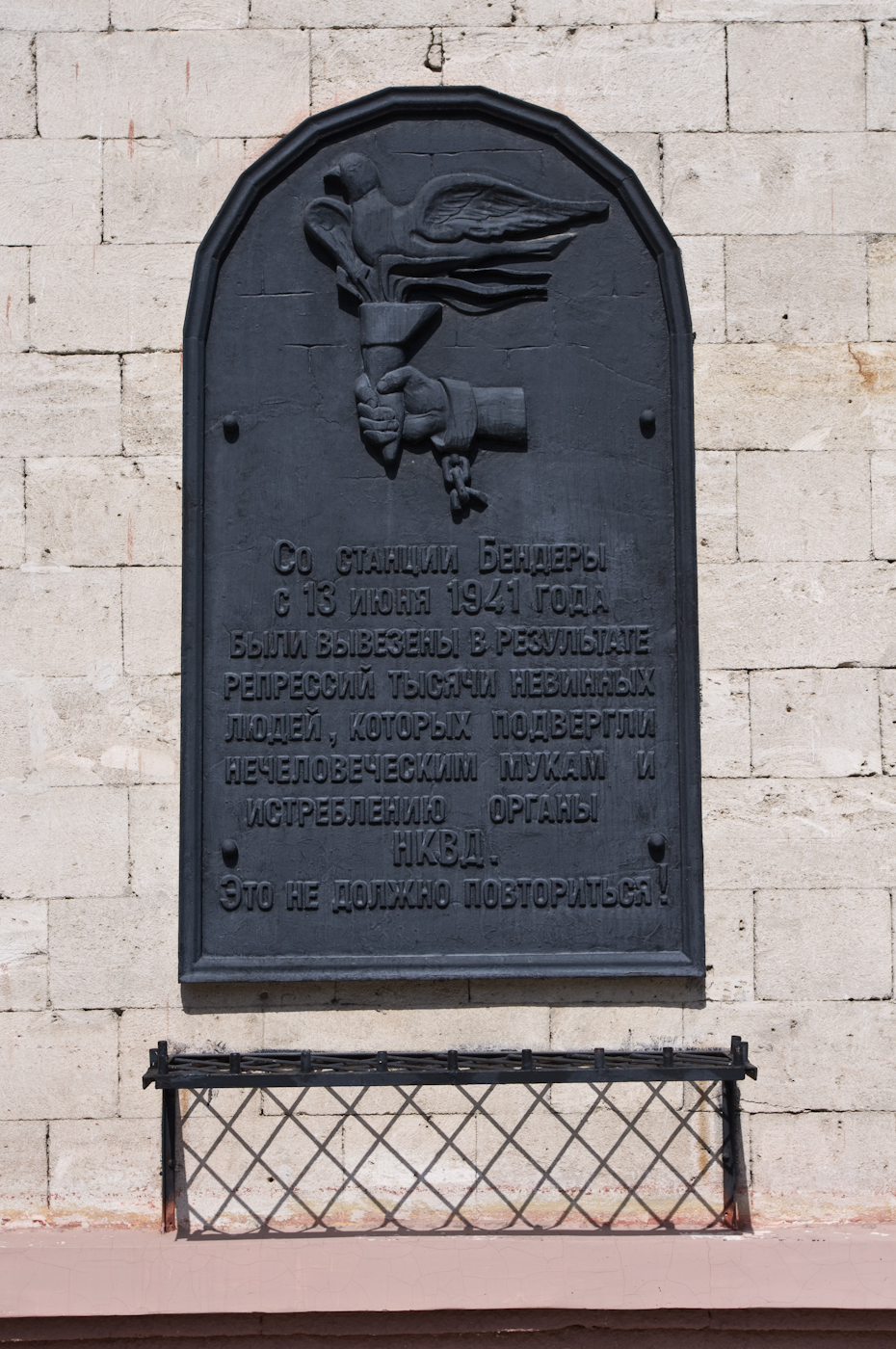
Мемориальная доска в Бендерах, установленная в память о репрессированных органами НКВД

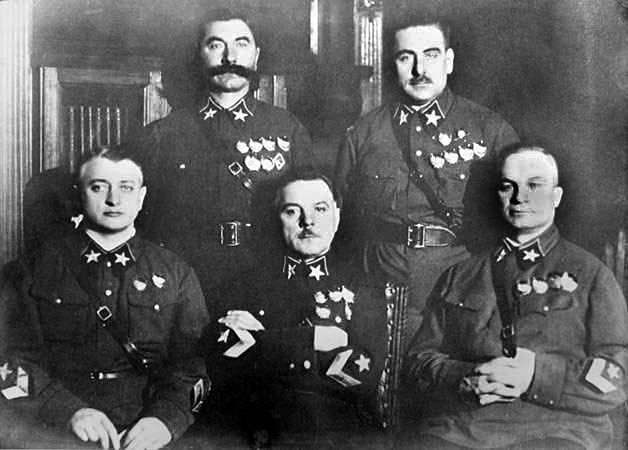
Первые пять маршалов Советского Союза (слева направо) сидят: Тухачевский (расстрелян), Ворошилов, Егоров (расстрелян); стоят: Будённый и Блюхер (арестован, умер в Лефортовской тюрьме от пыток).

НКВД, как орган государственной безопасности исполняющий пенитенциарные функции, был исполнителем политических репрессий 1930-х годов. Многие граждане СССР были осуждены во внесудебном порядке особыми тройками НКВД.
Период наиболее массовых репрессий, так называемый «Большой террор», начался с назначением на пост главы НКВД Николая Ежова. С изданием Ежовым в июле 1937 года приказа НКВД СССР № 00447. Этот период закончился в сентябре-ноябре 1938 года широкомасштабными арестами в НКВД, милиции и т. д. ставленников Н. И. Ежова и сменой его самого на Л. П. Берию на посту главы НКВД. По документально подтверждённым данным, в 1937—1938 годах по политическим мотивам было осуждено 1 344 923 человека, из них 681 692 приговорено к расстрелу.
Лично Сталиным и Политбюро ЦК ВКП(б) по т. н. «Сталинским расстрельным спискам» было подтверждено на осуждение 44 893 человека (1937—1938 годы — 43 768 человек, 1940—1950 годы — 1125 человек), в подавляющем большинстве это члены управленческих структур, в том числе НКВД и РККА. Почти все были расстреляны. За 1937—1938 годы погибло 78 % членов ЦК ВКП(б). Многие сотрудники НКВД, в том числе принадлежавшие к высшему руководству, сами стали жертвами репрессий, многие были казнены, иные сняты с должностей и осуждены к различным срокам заключения.
Также НКВД СССР после окончания Великой Отечественной войны был исполнителем депортаций по национальному признаку народов СССР обвинявшихся в сотрудничестве с вермахтом.
Сотни немецких и австрийских коммунистов и антифашистов, искавших в СССР убежища от нацизма, были высланы из СССР как нежелательные иностранцы и переданы гестапо вместе с документами на них.
Во время Великой Отечественной войны пограничные и внутренние войска НКВД использовались для охраны тыла действующей армии, борьбы с диверсантами противника, поиска дезертиров, а также непосредственно участвовали в боевых действиях. На освобождённых землях проводилась оперативно-розыскная работа по выявлению и обезвреживанию коллаборационистов, оставленного немцами подполья и неблагонадёжных лиц. Также имели место репрессии против некоторых лидеров и членов Армии Крайовой, воевавших против Красной Армии.

Личное дело НКВД на Савелия Дмитриева, покушавшегося на Микояна, 1942

Диверсионные службы НКВД, помимо основного вида деятельности, занимались убийствами за границей и на территории СССР лиц, которые рассматривались как опасные для государственного строя СССР. Среди них:
- Лев Троцкий — политический противник Иосифа Сталина, соперник последнего в борьбе за выбор пути развития СССР. После высылки из СССР вёл борьбу против Сталина — как в публичной печати, так и с помощью своих сторонников в органах Советской власти и РККА;
- Евгений Коновалец — лидер Организации украинских националистов.
- Соломон Михоэлс — актёр и режиссёр, общественный деятель, председатель Еврейского антифашистского комитета. Убит в Минске. Убийство было замаскировано под несчастный случай — гибель в автокатастрофе.
- Андреу Нин — каталонский коммунист, революционер, публицист, писатель и переводчик. Лидер Рабочей партии марксистского единства (ПОУМ).
- Карл Радек — советский политический деятель, участник международного социал-демократического и коммунистического движения.
- Абрам Слуцкий — деятель советской разведки, комиссар государственной безопасности 2-го ранга. Руководитель Иностранного отдела ГУГБ НКВД СССР.
- Теодор Ромжа — русинский грекокатолический епископ, епископ Мукачевской грекокатолической епархии.
- Александр Шумский — украинский революционер, советский партийный и государственный деятель.
- Курт Ландау  — австрийский левый политический деятель и публицист.
- Иван Луганец-Орельский  — полпред СССР в Китае, сотрудник советских спецслужб.

После смерти Сталина была проведена «бериевская амнистия», в ходе которой несколько тысяч несправедливо осуждённых были реабилитированы. Однако во время кампании также было освобождено из мест лишения свободы более миллиона уголовников, после чего в СССР произошёл всплеск преступности.
После распада СССР некоторые бывшие работники НКВД, жившие в прибалтийских странах, были обвинены в преступлениях против местного населения согласно обнаруженным в архивах документам.

## Память
- Скульптуры сотрудников НКВД на башне управления шлюза номер 2 Канала имени Москвы[33].